# Deporte en Cantabria

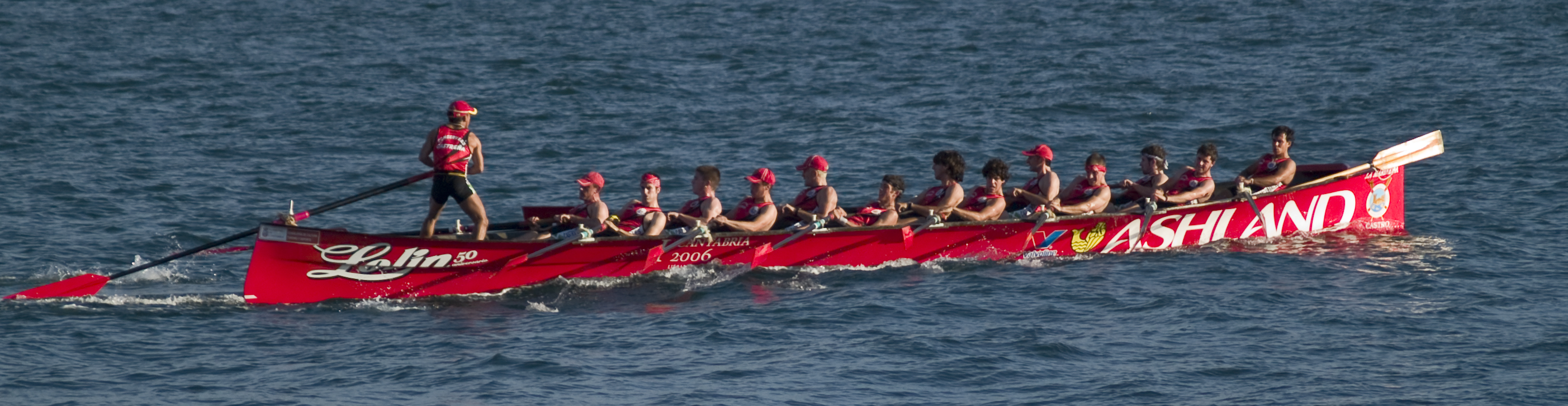
El remo es uno de los deportes que más aficionados atrae en Cantabria, en la foto, la trainera de Castro-Urdiales.

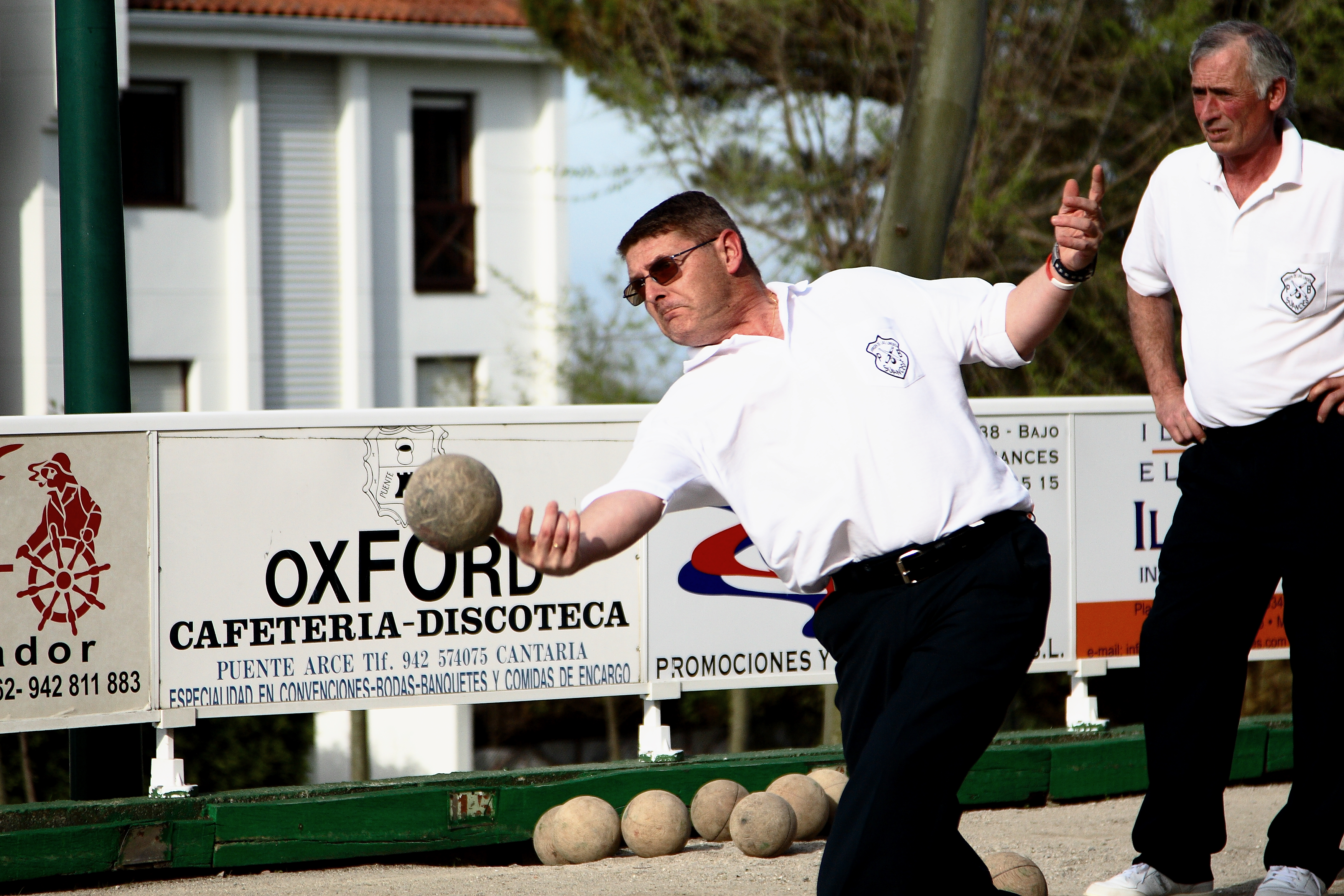
Jugador de la Peña Bolística Virgen de las Lindes realizando un tiro al pulgar en la modalidad de bolo palma. Bolera de la Iglesia de Suances en Cantabria.

El deporte tradicional por antonomasia en Cantabria es el juego de los bolos en sus cuatro modalidades: bolo palma, pasabolo tablón, pasabolo losa y bolo pasiego. También destaca el remo, más concretamente las regatas de traineras.
Además, como en toda la geografía española, son mayoritarios el fútbol, el baloncesto, el balonmano y el ciclismo.

## Fútbol

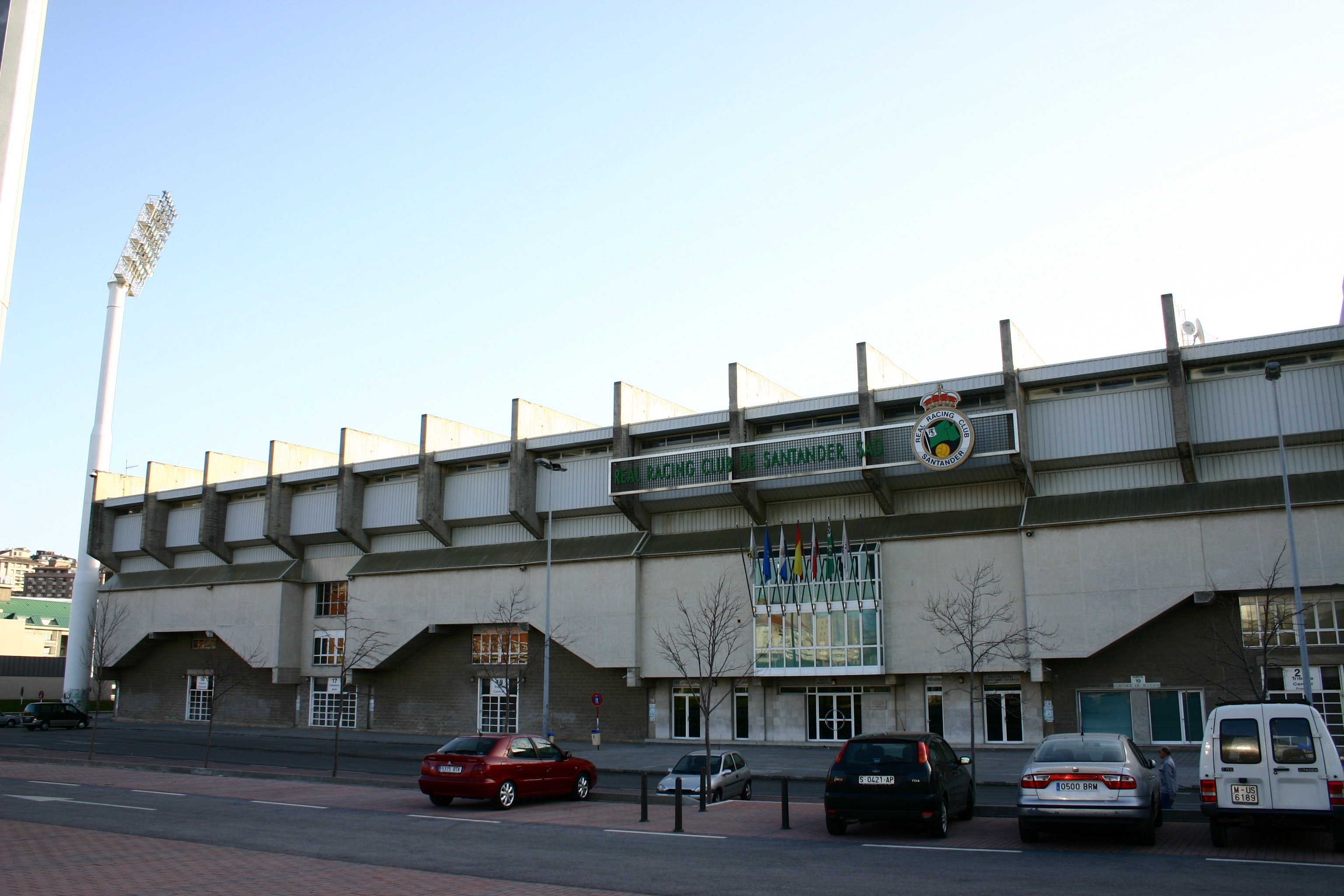
Campos de Sport de El Sardinero en la ciudad de Santander.

En Cantabria se vive mayoritariamente, como en el resto de España, el fútbol masculino como deporte rey. El primer club de fútbol del que se tiene noticia, Cantabria Foot-ball Club, se fundó en Santander en 1902. En este ámbito destacan muy por encima del resto de clubes, el Real Racing Club de Santander y la Real Sociedad Gimnástica de Torrelavega, tanto en historia (son dos de los clubes en activo más antiguos de España), como en afición, en logros o en otros muchos aspectos.
El resto de equipos cántabros que han militado en categoría nacional desde 1928 son: At. La Albericia, Ampuero, Ayrón, Barquereño, Barreda, Bezana, Buelna, Castro, Cayón, Colindres, Comillas, At. Deva, Escobedo, At. España de Cueto, Gama, Cultural de Guarnizo, Juventud R. Santander, Laredo, Lope de Vega, Marina de Cudeyo, Miengo, Minerva, Naval de Reinosa, Noja, Pontejos, Puertas Nueva Castilla, Ramales, Rayo Cantabria, Reocín, Revilla, Ribamontán al Mar, Sámano, San Justo, San Martín de la Arena, Santoña, Selaya, Siete Villas, Club Deportivo Cudeyo de Solares, Tánagra, Textil Escudo, Toluca, Toranzo, Torina, Trasmiera, Tropezón, Unión Club de Astillero, Velarde, Villaescusa, Vimenor, además de los equipos filiales del Racing y de la Gimnástica.[actualizar]
Individualmente, la comunidad ha aportado grandes jugadores de talla mundial entre los que cabe destacar a los 27 jugadores que han sido internacionales con la selección española. En los años 20 Óscar Rodríguez López, en los años 30 Domingo Germán Saiz Villegas (Fede), en los años 30 y 40 Fernando García Lorenzo, Isaac Oceja Oceja, Germán Gómez Gómez, Alfonso Aparicio Gutiérrez, en los años 50 y 60, Marcos Alonso Imaz (Marquitos), Francisco Gento López, Enrique Pérez Díaz, Vicente Miera Campos, Pedro Zaballa Barquín, Francisco Santamaría Mirones, en los años 70 Francisco Javier Aguilar, Juan Carlos Pérez López, en los 70 y 80, Carlos Alonso González y Francisco Javier López García, en los 80 Marcos Alonso Peña, Enrique Setién Solar, Juan Carlos Arteche Gómez, en los 90 Álvaro Cervera Díaz, José Emilio Amavisca Gárate, Vicente Engonga Maté, Iván Helguera Bujía y Pedro Munitis Álvarez, en los años 2000 Iván de la Peña, en los años 2010 Sergio Canales Madrazo y en los años 2020 Athenea del Castillo Beivide.
- Ver más futbolistas de Cantabria.

Como la mayor parte de comunidades autónomas de España, Cantabria tiene su selección autonómica de fútbol que ha participado en partidos nacionales e internacionales, discontinuamente, desde el 13 de mayo de 1915.
El primer Campeonato Regional se disputó en la temporada 1922/23. Los clubes fundadores fueron el Rácing, Siempre Adelante, Unión Montañesa, Eclipse, Comercial y Gimnástica.
En categoría femenina el máximo representante cántabro es el Reocín Racing, que tras varios intentos logró dar el salto a la máxima categoría (Superliga) al terminar la campaña 2009-10 superando la promoción con el Extremadura (antiguo equipo de Superliga) y el Oiartzun (antiguo campeón de Liga).

## Baloncesto

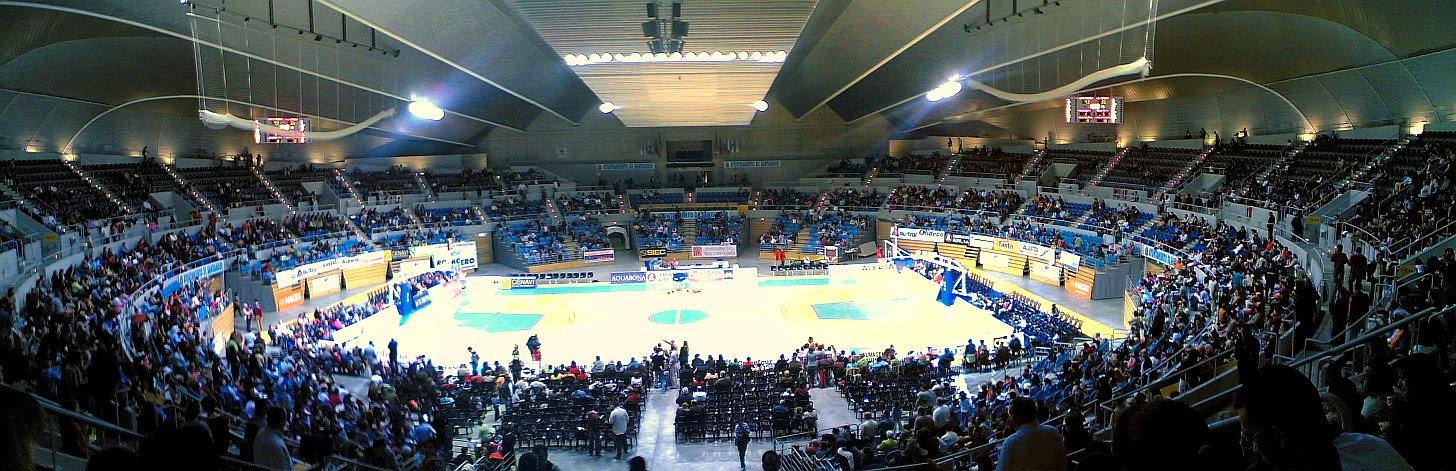
Interior del Palacio de Deportes de Santander durante un encuentro de baloncesto del Alerta Cantabria Lobos.

El primer partido de baloncesto disputado en Cantabria se jugó en mayo de 1934 como parte de la celebración del sexto aniversario del Unión Juventud Sport de Santander. En partido de exhibición de veinte minutos disputado en los Campos de Sport de El Sardinero, el equipo militar del Regimiento nº23 de Santander venció 8-4 al Unión Juventud.
El Alerta Cantabria Lobos fue el club más importante de Cantabria. Se fundó en 1975 en Torrelavega con el nombre de Sociedad de Amigos del Baloncesto. En la temporada 1996/97 ascendió a la Liga LEB y en el primer año en esta categoría logró el ascenso a la Liga ACB donde permaneció cinco temporadas, desde el año 1997 al 2002. Su mayor logro es el título de campeón de la Copa Príncipe de Asturias de Baloncesto en la temporada 1996-97. El 4 de julio de 2008 se hizo público un comunicado en el que los directivos anunciaron la desaparición del club. No obstante, la Federación Española de Baloncesto (FEB) admitió al equipo cántabro en la cuarta categoría nacional, la ya desaparecida LEB Bronce, donde consiguió ascender. Tras ganar la competición y ascender a LEB Plata, el equipo desapareció en 2009.
En la actualidad, el Estela Cantabria, fundado en Santander en 1999 y que juega en Torrelavega desde 2020, es el máximo representativo del baloncesto regional compitiendo en la LEB Plata desde 2018. 
A su vez cabe destacar a Cantbasket Santander, el club más grande de Cantabria con más de 600 niños en sus categorías inferiores con equipos en todas las categorías, y cuyo primer equipo compite a nivel nacional en la Liga EBA (7 temporadas consecutivas desde 2014). Competición en la que también se encuentra en la actualidad la Agrupación de Baloncesto Pas (17 temporadas consecutivas desde 2004), el Club Baloncesto Solares (3 temporadas consecutivas desde 2018) y el Conspur Bezana (Temporada 2020/21). En el pasado, en esta categoría nacional también jugó el CB Calasanz (2 temporadas: 1999/2000 y 2000/2001), el desaparecido por problemas económicos CDB SAB Torrelavega (2 temporadas: 2010/2011 y 2011/2012 ), el CB Torredobra (1 temporada: 2017/18) y el CD La Paz Torrelavega (1 temporada: 2011/12).
A nivel regional, la Federación Cántabra de Baloncesto organiza la 1.ª División Nacional de Cantabria, competición en la que participan doce equipos.

## Balonmano

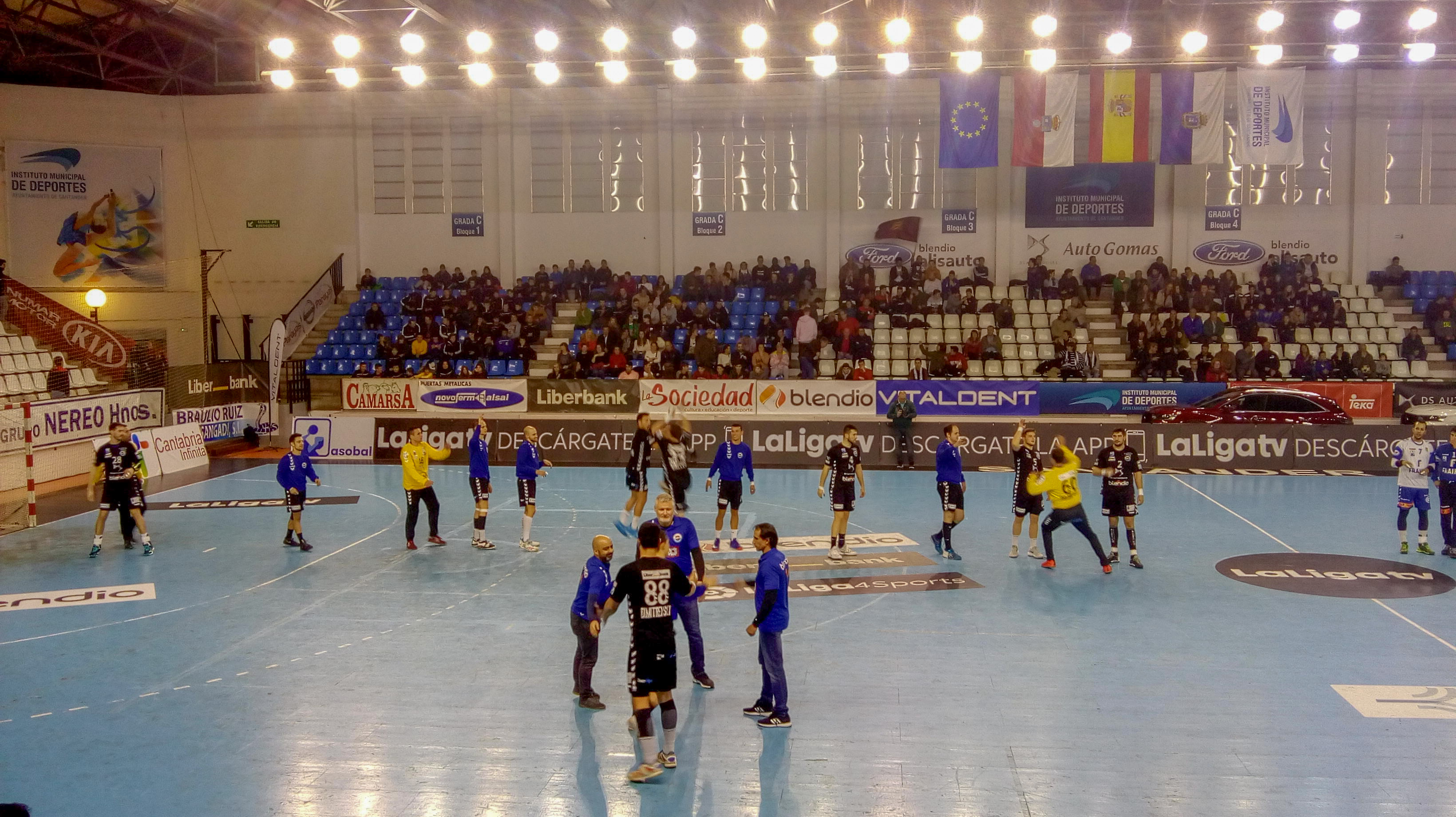
Partido de la Liga Asobal entre el Sinfin y el Granollers en La Albericia (2018).

El Club Balonmano Cantabria ha sido el equipo que más títulos ha aportado al deporte cántabro en toda su historia. Fundado en 1975 con el nombre de Grupo Deportivo Teka Santander, ha escrito páginas de oro en el deporte, no solo a nivel nacional (con dos ligas y dos copas del Rey, entre otros títulos), sino también internacional al ganar el torneo continental más prestigioso del mundo a nivel de clubes de balonmano, la Copa de Europa de Balonmano, además de la Recopa de Europa de Balonmano, la Copa EHF y el Campeonato Mundial de Clubes de Balonmano. En 2008 el equipo desapareció tras varios años con problemas económicos.
Otro club que llegó a militar en la máxima categoría nacional fue el CLUBASA de Santander, en la temporada 1986-87. Actualmente los máximos representantes del balonmano masculino en la región son el Adelma BM Sinfín de Santander, que milita en la Liga Asobal y el Grupo Pinta Torrelavega que juega en la División de Honor Plata de Balonmano.
En cuanto al balonmano femenino, destaca actualmente el Club Balonmano Pereda, cuyo primer equipo milita en la División de Honor (Liga Iberdrola) y cuenta con una cantera formada por más de 300 deportistas. En la élite del balonmano femenino compitió también el Club Balonmano Castro Asociación de Amigos de Castro Urdiales y la Agrupación Deportiva Sagardía de Santander.

## Atletismo
Dentro del atletismo, cabe destacar al grandísimo atleta pasiego José Manuel Abascal, ganador de la medalla plata en el Campeonato Europeo de Atletismo en Pista Cubierta de 1982 que se celebró en Milán, ganador del bronce en el Campeonato Europeo de Atletismo de 1982 celebrado en Atenas, la plata del Campeonato Europeo de Atletismo en Pista Cubierta de 1983 en Budapest y por supuesto, la medalla de bronce en 1.500 m en los Juegos Olímpicos de Los Ángeles 1984, su mayor triunfo deportivo. Después de los Juegos Olímpicos, en 1985 le fue concedido el Premio Príncipe de Asturias al deportista más distinguido. Además ganó la plata en el Campeonato Mundial de Atletismo en Pista Cubierta de 1987 en los 1500 m y el oro en los 5000 m de la Copa de Europa de 1987.
También destacan los triunfos de Ruth Beitia (salto de altura), ganadora del oro en el Campeonato Europeo de Atletismo de 2012, además de ser plata en el Campeonato Mundial en Pista Cubierta de 2010 y bronce en el de 2006. Otros atletas destacados son Iván Hierro, Javier Crespo, Elena Moreno, Iris Fuentes-Pila o Zulema Fuentes-Pila. A nivel de clubes, dos equipos han militado en la División de Honor, el Alerta Cantabria entre 1986 y 1989 (tanto en categoría masculina como femenina) y el Asefican Piélagos femenino desde 2008.

## Ciclismo

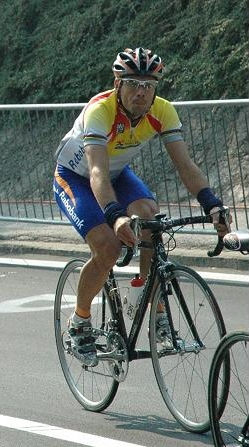
Óscar Freire.

Cantabria ha sido tierra de gran tradición ciclista. Muchos son los corredores que han dado sus primeras pedaladas en la región cántabra, pero entre todos ellos destaca Óscar Freire. Este corredor ha sido ganador en tres ocasiones del Campeonato mundial de ciclismo en ruta, además de conseguir victorias de etapa en varias de las más importantes carreras internacionales, como el Tour de Francia o la Vuelta a España.
Otros ciclistas destacados de la región han sido:
- Vicente Trueba, tercero en el Campeonato de España de ciclismo en ruta de 1939 y ganador del Gran Premio de la Montaña del Tour de Francia 1933.
- Fermín Trueba, ganador del Campeonato de España de ciclismo en ruta (1938) y en cuatro del Campeonato de España de Montaña en Ruta, además de varias victorias en etapas y clásicas.
- Alfonso Gutiérrez, ganador del Campeonato de España de Ciclismo en Ruta 1986 y de varias etapas en pruebas importantes.
- José Iván Gutiérrez, ganador en cuatro ocasiones del Campeonato de España de ciclismo contrarreloj, en dos ocasiones del Campeonato de España de ciclismo en ruta (2007, 2008) y medalla de plata en el Campeonato Mundial de Ciclismo en Ruta de 2005.
- Victorino Otero, uno de los pioneros españoles en lograr terminar el Tour de Francia.

- Ver más ciclistas de Cantabria.

La región tuvo durante varios años un equipo en el UCI ProTour, el Geox-TMC (anteriormente Saunier Duval), el cual realizó sus entrenamientos regulares en la provincia. Anteriormente había acogido a otros equipos como el Liberty Seguros o el Teka.
Además, la comunidad autónoma suele ser punto de paso en la mayoría de las ediciones de la Vuelta Ciclista a España, siendo Santander una de las localidades cántabras más visitadas por la prueba. También contaba con una vuelta por etapas a nivel internacional, el Circuito Montañés, donde se daban cita anualmente grandes promesas del ciclismo de todo el mundo. Desde 1925 también se disputa intermitentemente la Vuelta a Cantabria, prueba oficial del calendario español de ciclismo élite/sub-23.

## Deportes tradicionales

### Bolos

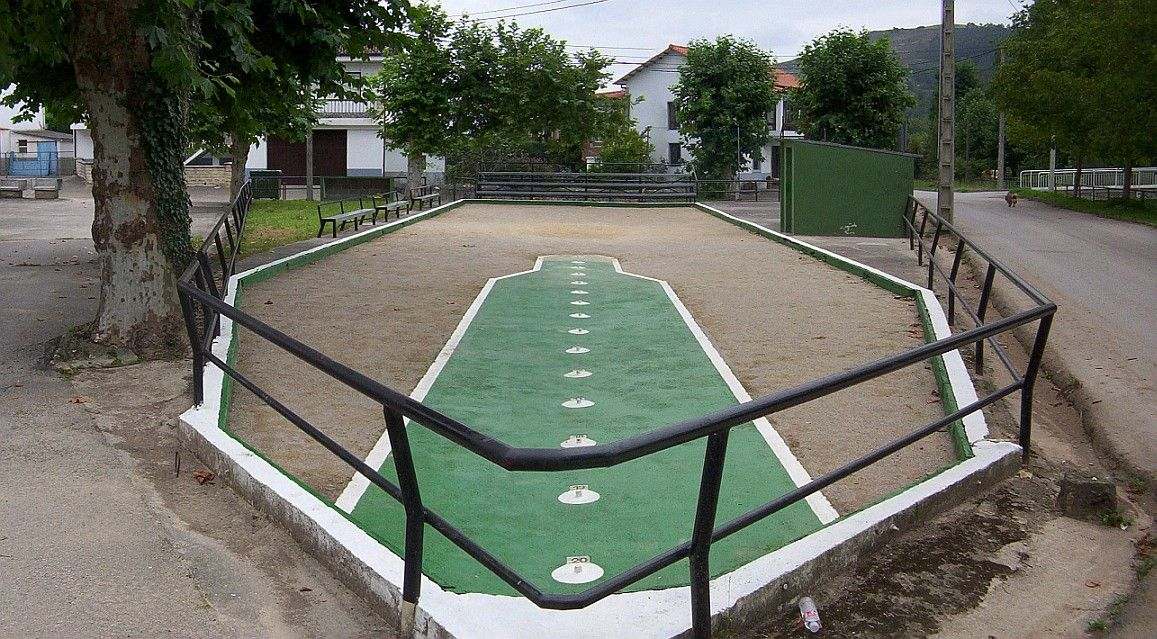
Bolera o corro para la modalidad de bolo palma.

Hay cuatro especialidades de este deporte en Cantabria, bolo palma, pasabolo tablón, pasabolo losa y bolo pasiego. La primera de las especialidades de los bolos es la más extendida, rebasando el propio ámbito regional a la zona oriental de Asturias, y siendo el que mayor complejidad presenta a la hora de jugar. La existencia de boleras o corros destinados al juego de los bolos es importante en todos los núcleos de población de Cantabria, localizándose generalmente próximos a la iglesia o bar del pueblo.
Desde finales de los años 1980 los bolos viven una época de consolidación con la potenciación de las escuelas de bolos, impulsadas por los diferentes ayuntamientos e instituciones cántabras; las competiciones de Liga, Copa y Circuitos Regionales o Nacionales o su expansión mediática motivado por el interés social.

### Remo

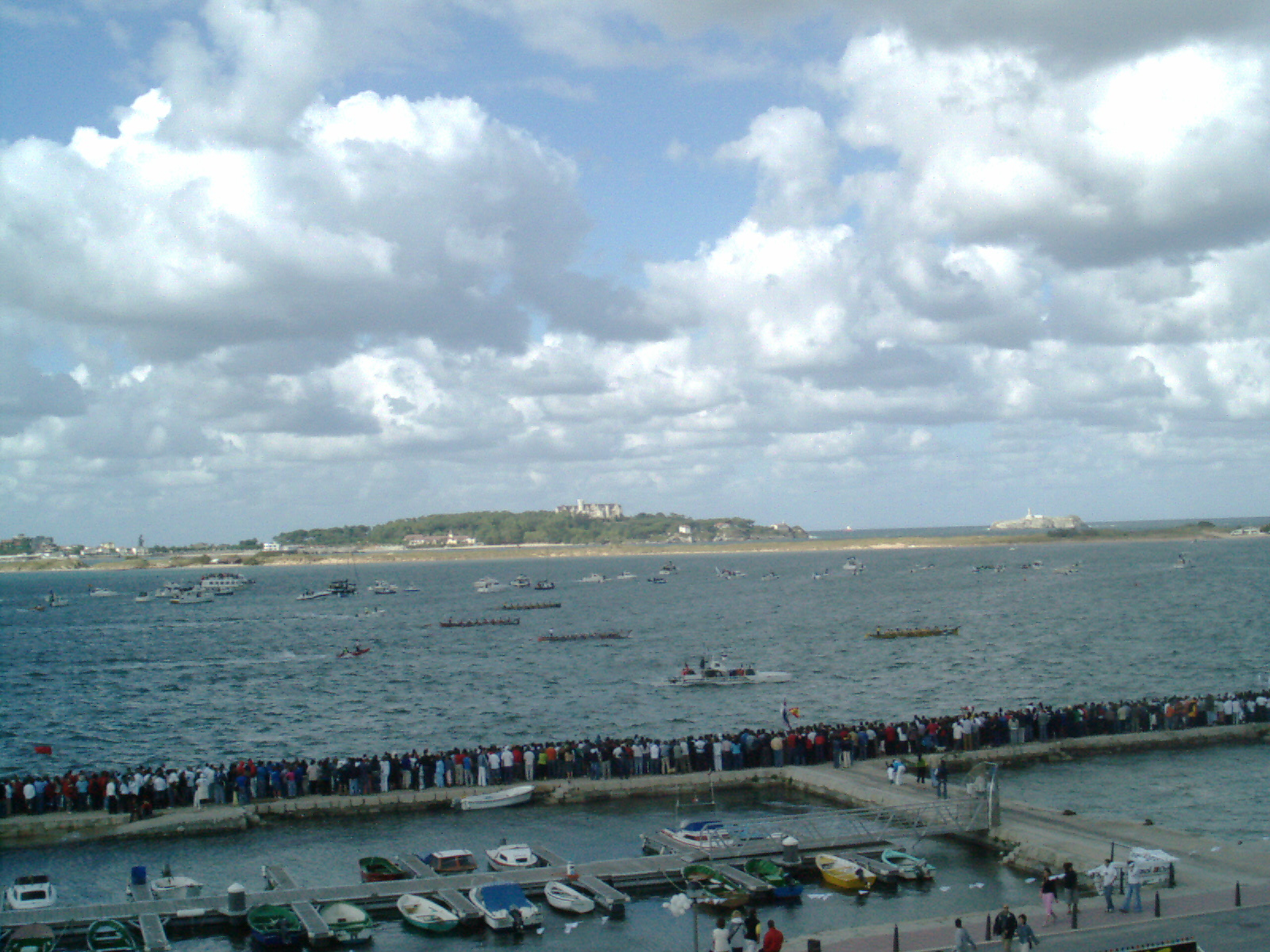
Regata de traineras en la Bahía de Santander.

Como en toda la costa norte de España, especialmente en Cantabria y el País Vasco, el remo es un deporte muy tradicional en las localidades costeras. Los orígenes del remo se remontan a mediados del siglo XIX, cuando varias traineras de cada pueblo se disputaban la venta del pescado, que se reservaba a la embarcación que antes llegase a la lonja. Fue durante esa época cuando el trabajo se convirtió también en deporte y se comenzaron a organizar regatas en las fiestas de los pueblos, especialmente en Santander. En los años 20 y 30 del siguiente siglo las competiciones en Santander atraían a otros pueblos pesqueros de la región como Santoña, Castro, Argoños, Laredo, o Suances. En los siguientes años la trainera de Pedreña dominó las competiciones locales y también las del País Vasco.
Durante la década de los 50 y la mitad de los 60 apenas hubo regatas en la región, pero a partir de ahí hubo un resurgir que se tradujo en la creación de varias competiciones que aún perduran, como la Bandera de Santander, la Bandera de Santoña, la Bandera Marina de Cudeyo, el Gran Premio de Astillero o la Bandera Ciudad de Castro Urdiales. Desde entonces las traineras de Pedreña, Astillero, Castro Urdiales, Santoña y Ciudad de Santander han sido las más laureados.

### Otros deportes tradicionales
- Salto pasiego

El salto pasiego es otro de los deportes rurales destacados de la región y un claro ejemplo de cómo el uso de una habilidad o técnica de trabajo va desapareciendo con el paso del tiempo, dando lugar a la competición y al juego. Similar en concepción a otro tipo de modalidades como el salto del pastor canario, en un principio esta técnica se utilizaba en los valles pasiegos para salvar las paredes de piedra que limitaban los prados, los bardales, arroyos, barrancos, etc. que obstaculizaban el paso en la abrupta topografía de las zonas altas de Cantabria.
- Andar al palu

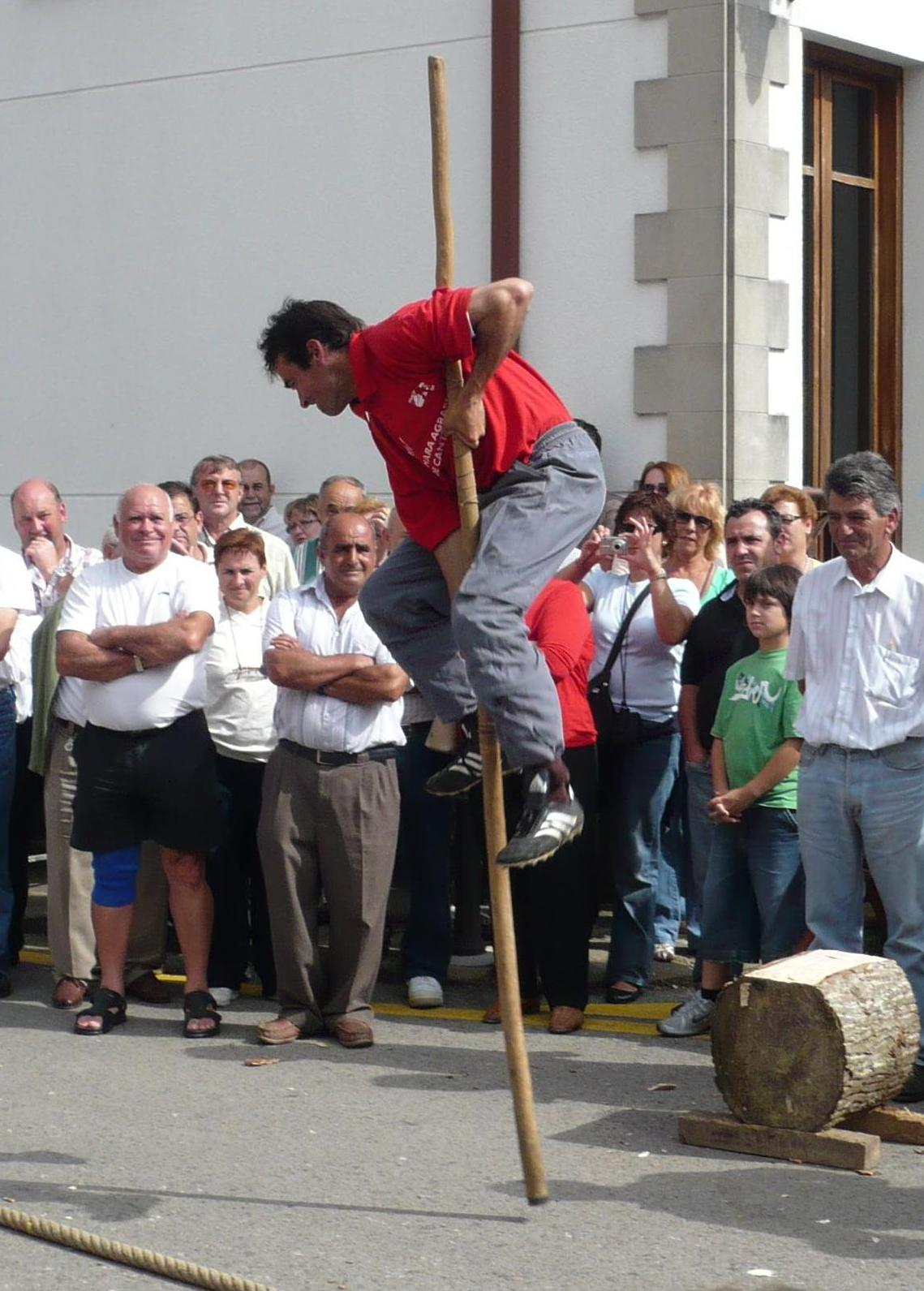
Prueba de andar al palu en el Día de Cantabria de Puente San Miguel.

Esta especialidad consiste en que el participante demuestre su destreza y habilidad con el "palu" o "palancu". Se utiliza el mismo "palu" (vara de avellano) que en el salto pasiego y gana quien más tiempo esté sobre el palo avanzando con él.
- Aluche

Forma de lucha tradicional de Cantabria con origen en las formas de lucha que en su día fueron comunes en las zonas limítrofes de Cantabria, Asturias y León. En los diferentes valles principalmente Liébana, Valles Pasiegos y Campoo se han desarrollado formas distintas. Así según la zona se comienza con un agarre de antebrazos, se permiten o no zancadillas, se continúa o no la lucha en el suelo, e incluso en Campoo se ha constatado una modalidad en la cual un contendiente comienza tumbado y ha de cambiar las tornas.
- Carrera de belorta

Se trata de apilar la hierba seca con la ayuda de un "palu" o "palancu" y una vez hecho esto se levanta toda la pila, cargándosela sobre la espalda para transportarla. Tradicionalmente se utiliza esta técnica para transportar la hierba en aquellos lugares donde el terreno no permite una fácil maniobrabilidad como es el caso de los valles pasiegos, al ser todo el terreno muy empinado y dificultoso.
- Corta de troncos

La corta de troncos con hacha o con tronzador, como en otras regiones próximas a Cantabria como pueden ser Asturias y el País Vasco se ha convertido actualmente en un deporte cuando antiguamente era una tarea común entre las personas de los pueblos. Se disputan varias modalidades de corta de troncos, por ejemplo, por parejas cortar varios troncos dándose relevos continuamente o individualmente gana el que más rápidamente corte todos los troncos.
- Carreras de ollas

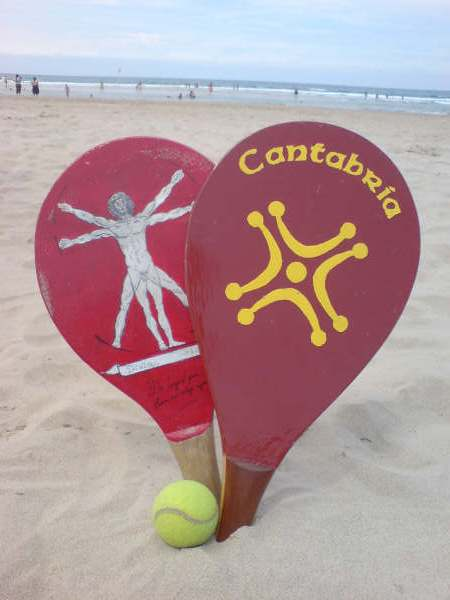
Palas cántabras en la Playa de Berria.

Este deporte tradicional en el norte de España consiste en transportar dos ollas llenas de agua, de 45 litros cada una, y dar vueltas alrededor de un circuito. El participante que más vueltas pueda dar al circuito es el ganador.
- Tiro de cuerda

Dos equipos se sitúan uno a cada extremo de la cuerda, una vez que se dé la señal cada equipo tirará para atrás intentando atraer al equipo rival lo más cerca posible. Normalmente se marca la mitad de la cuerda en el suelo y cuando un equipo sobrepase esta marca entonces el otro equipo será el ganador.
- Tiro de palo

Sentados en el suelo los dos participantes y mirándose mutuamente, se colocan unidos únicamente por las plantas de los pies para posteriormente coger el palo. Cada vez se variará la posición de las manos sobre el palo porque se dice que la persona que coge el palo por dentro tiene más ventaja para ganar.
- Palas

Es un juego que se practica en las playas de Cantabria como mínimo entre dos jugadores que utilizan una pala de madera maciza, con tamaño similar a una raqueta de tenis. El juego consiste en situarse unos frente a los otros a una distancia de unos cuantos metros, golpeando la pelota (normalmente es la misma que para jugar al tenis) con la pala de manera que la jugada dure el máximo tiempo posible, a destacar que este deporte no tiene carácter competitivo ya que tampoco hay unas normas predefinidas y el tiempo lo definen los propios participantes. Se practica durante todo el año, siendo el verano la época de mayor práctica.

## Otros deportes

### Golf

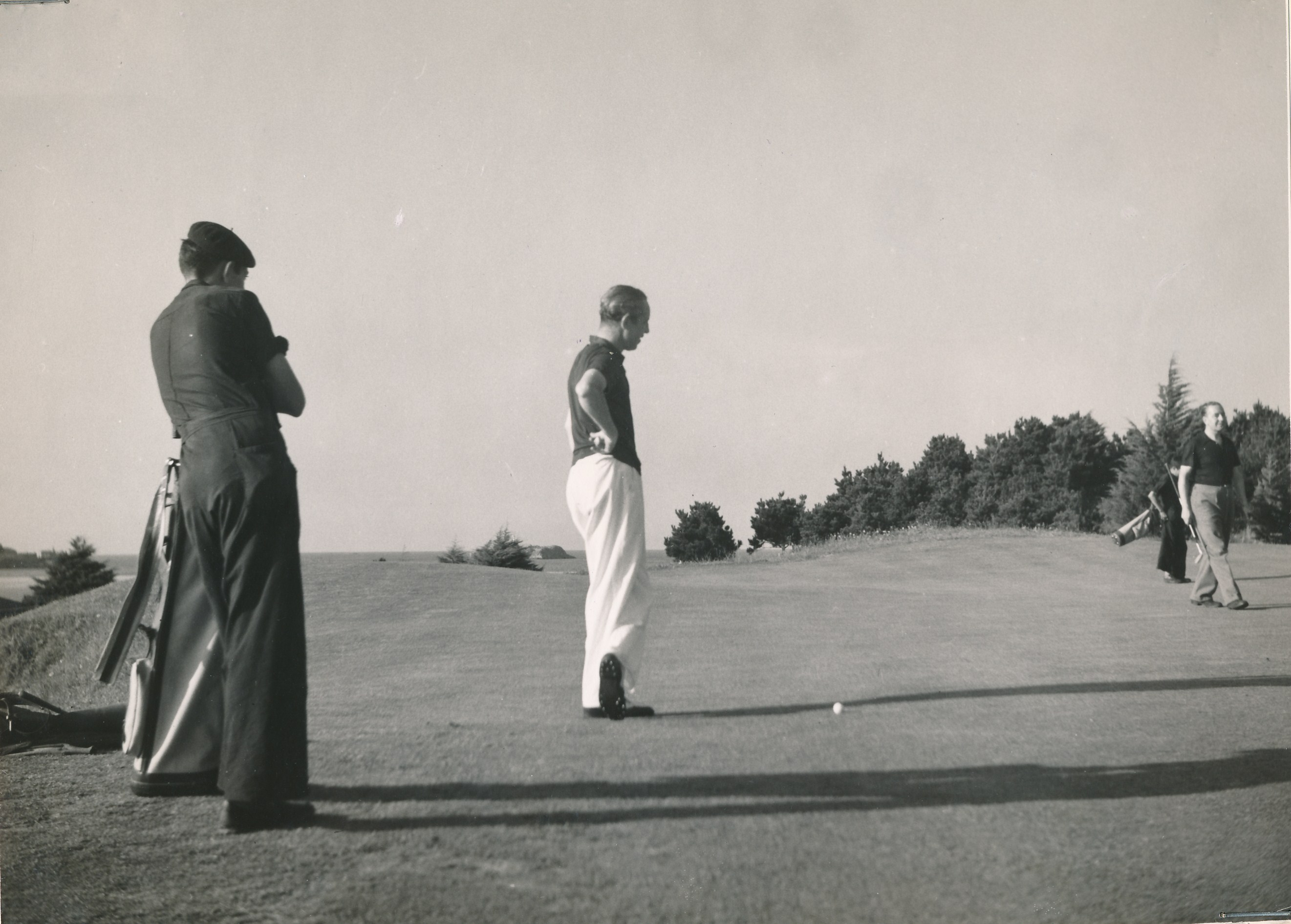
Club de golf de Pedreña (1942).

Sin lugar a dudas, fue una de las figuras más internacionales que han nacido en la región es Severiano Ballesteros. Sus logros son variados y muy importantes, lo que hicieron de él uno de los grandes del golf de todos los tiempos. A los 20 años ya consigue la victoria en seis torneos consecutivos en cuatro continentes. Entre sus victorias figuran tres campeonatos del mundo Match Play, dos victorias en el Masters de Augusta, y tres en el Open Británico, siendo la de 1984 memorable ya que se jugó en St. Andrews, cuna del golf. También estuvo presente en la Ryder Cup desde 1979 y sobre todo a partir de 1984, donde fue el revulsivo que hizo cambiar los resultados de la competición frente al dominio que los estadounidense venían ejerciendo hasta entonces.

### Vela

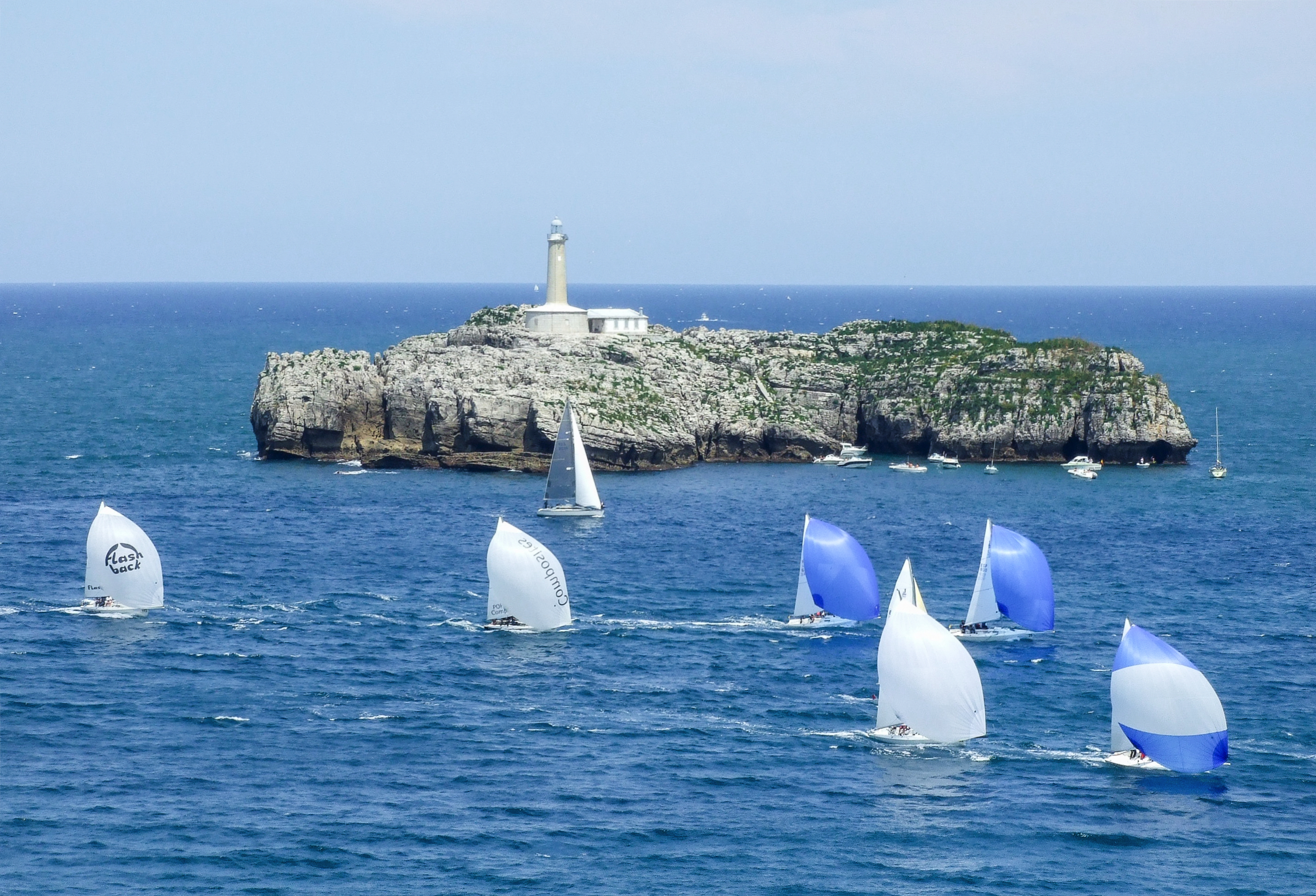
Campeonato Mundial de J80 en Santander (2009).

La Bahía de Santander, el clima suave de Cantabria y posiblemente, la tradición marinera, hacen de la región un lugar idóneo para la práctica de deportes acuáticos, en concreto de la vela, impulsado durante décadas por el Real Club Marítimo de Santander. Prueba de ello es la existencia de varias escuelas de vela, el Centro Especializado de Alto Rendimiento de Vela "Príncipe Felipe" (elegido sede de los regatistas españoles para la preparación desde los Juegos Olímpicos de 2004) y varios medallistas olímpicos cántabros en esta especialidad: Antonio Gorostegui (Montreal 1976), Jan Abascal (Moscú 1980) y Echávarri (Pekín 2008), otros regatistas de alto nivel internacional como José María Torcida, Antonio Piris, Pachi Rivero y los hermanos López-Vázquez. En 2011 Santander fue elegida sede del Campeonato Mundial de Vela de 2014.

### Fútbol sala
El único club cántabro masculino que ha militado en la máxima categoría nacional es el Club Deportivo Peñucas de Santander, que, patrocinado por Teka, lo hizo en la temporada 1989-90. Además el desaparecido Candesa Camargo y el C.F.S. Castro Urdiales en la década de los 90 lucharon en la División de Plata por ascender a la División de Honor. Actualmente Cantabria cuenta con cuatro representantes en la categoría de bronce del fútbol sala nacional (Primera Nacional "A"): el Construcciones Quintana Castro Urdiales, el CD Peñucas de Santander, la AD Muriedas-Urrutia y la AD Los Corrales FS.
En cuanto al fútbol sala femenino, los máximos representativos de Cantabria en la actualidad son el Guarnizo FSF y la SD San Francisco de Santander, que militan en el grupo 1 de la División de Plata (segunda categoría nacional). El San Francisco llegó a competir nueve temporadas en la División de Honor, desde 1987-88 hasta 1995-96, siendo sus mejores clasificaciones un 4.º puesto general (1991-92) y un 2.º puesto en su grupo (1992-93); además logró el 4.º puesto en la Copa de la Reina (1991-92).

### Piragüismo
En el piragüismo destaca Julio Martínez Gómez, la persona que más veces ha ganado el Descenso Internacional del Sella, hasta en 11 ocasiones en los años 1998, 1999, 2000, 2001, 2002, 2003, 2004, 2005, 2006, 2008 y 2009, siendo segundo en 1996, 1997, 2007, 2010, 2011 y 2012. También ha ganado medallas en diversas pruebas del calendario internacional, como campeonatos de Europa (Oro en 1999 y plata en 2001 y 2003), campeonatos del mundo (Plata en 2000 y bronce en 2002), así como en varias ocasiones los campeonatos de España.
Asimismo en la región se celebran importantes competiciones como son:
- Descenso del Deva
- Descenso del Asón

### Montañismo

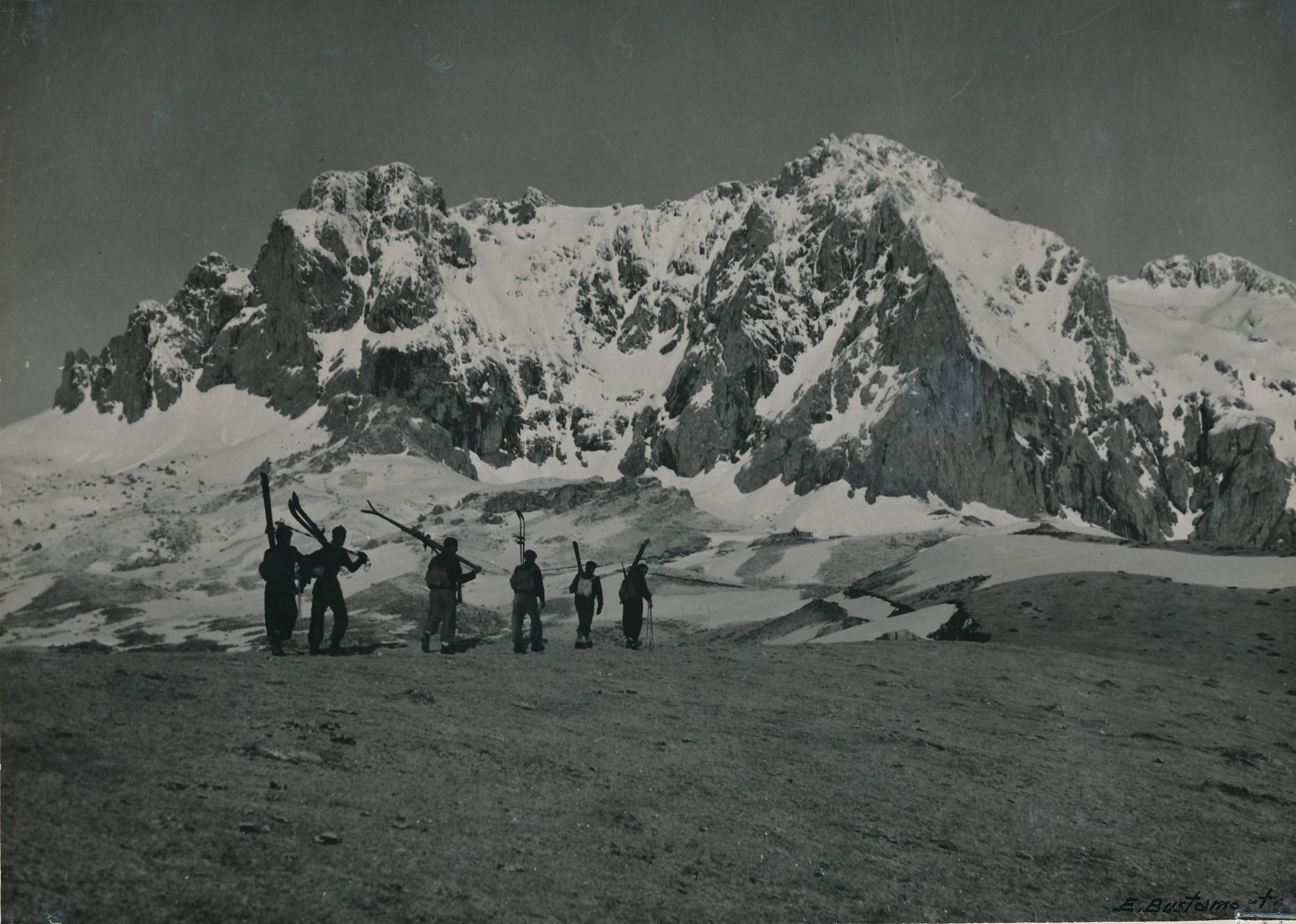
Montañeros a los pies de Peña Vieja, en Picos de Europa, en diciembre de 1943.

Son evidentes las inmejorables condiciones con las que cuenta Cantabria para la práctica del montañismo. Está atravesada de este a oeste por la Cordillera Cantábrica y tiene en el valle de Liébana una porción de los Picos de Europa.
Existen varios clubs culturales y deportivos en Cantabria que dedican parte de sus actividades a diferentes aspectos del montañismo (escalada, senderismo, esquí de travesía...): Grupo de Montaña Astillero, Club de Montaña Castro, Club Deportivo Nestlé (La Penilla de Cayón), Grupo de Montaña Peña Cuadrada (Camargo), Club Alpino Pico Tres Mares (Reinosa), Sociedad Deportiva Picos de Europa (Santander), Club Alpino Tajahierro (Santander), Sociedad Deportiva Torrelavega, etc.
La sede de la Federación Cántabra de Deportes de Montaña y Escalada está en Reinosa.

### Motor

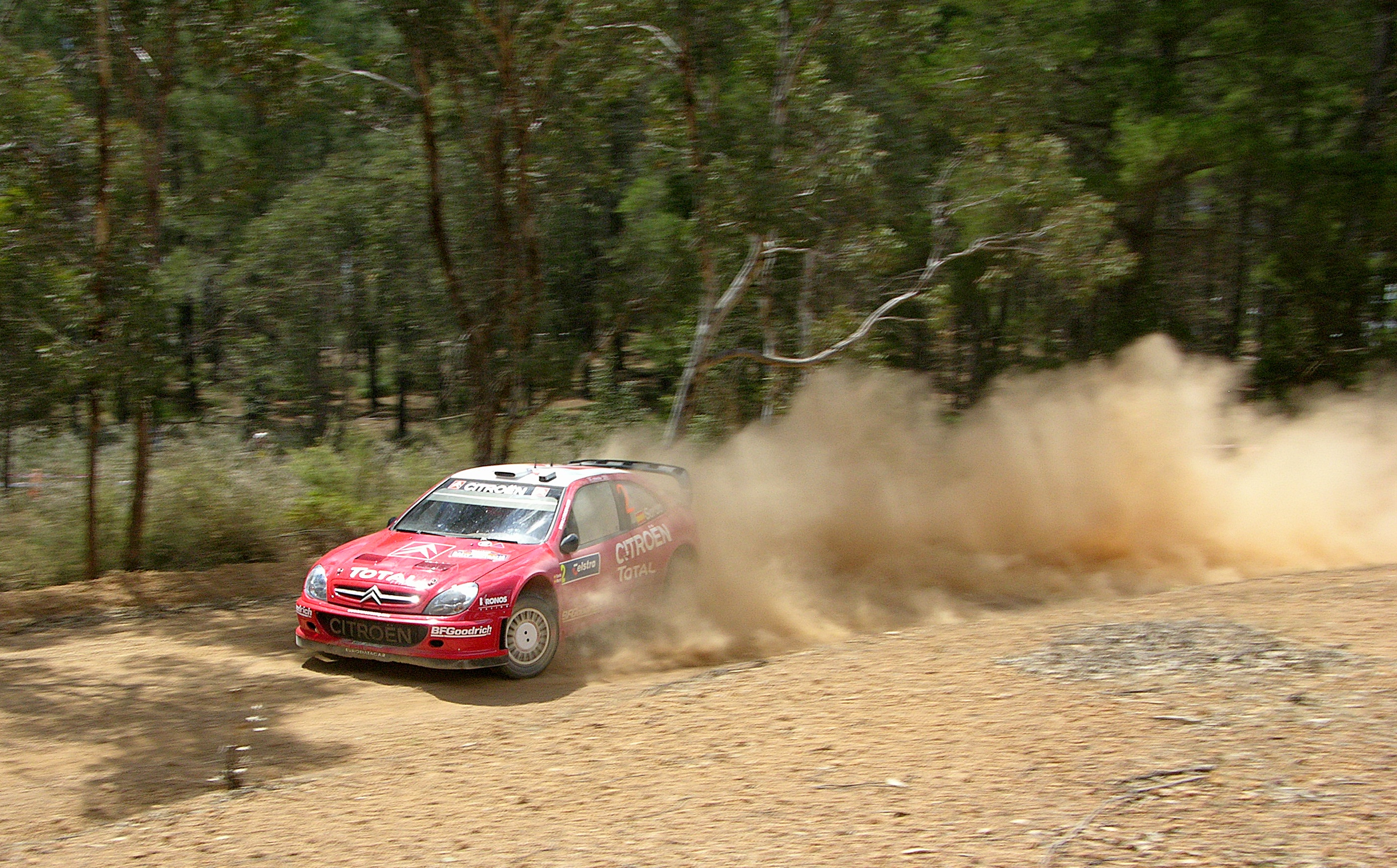
Dani Sordo es uno de los pilotos de rally cántabro más laureado.

El Rally de Cantabria es la cita más importante del automovilismo en Cantabria. Se trata de una prueba que se celebra en el mes de mayo y es puntuable tanto para el Campeonato de España de Rally como para el Campeonato de Cantabria. Anualmente varían los tramos que se recorren, pero todos tienen en común que discurren por diversos valles cántabros. Los pilotos de rallye cántabros más laureados, Eugenio Ortiz, Fidel de la Peña, Dani Sordo, Chus Puras o Pedro Diego han corrido esta prueba en los comienzos de sus carreras. En anteriores ediciones también fueron puntuables para el Campeonato de España el Rally Aniversario Escudería La Restinga y el Rally de Torrelavega.
Dentro del Campeonato de España de Rally Históricos se disputan dos pruebas en Cantabria, el Rally de Trasmiera y el Rally Rutas Cántabras.
Por otra parte, en Reocín se encuentra el karting "La Roca", la infraestructura dedicada al automovilismo de mayor importancia en la región ya que cuenta con un circuito de asfalto y otro de tierra, además de instalaciones auxiliares. A esta instalación podría sumarse un circuito de velocidad que tiene en proyecto el Gobierno de Cantabria, que no termina de materializarse.
También es de destacar que, con motivo de la celebración del 150 aniversario del Banco Santander el 10 de marzo de 2007, Fernando Alonso realizó una exhibición a bordo de un Mercedes SL 55 AMG ante más de 50.000 espectadores en un circuito urbano habilitado en El Sardinero, en Santander.

### Rugby

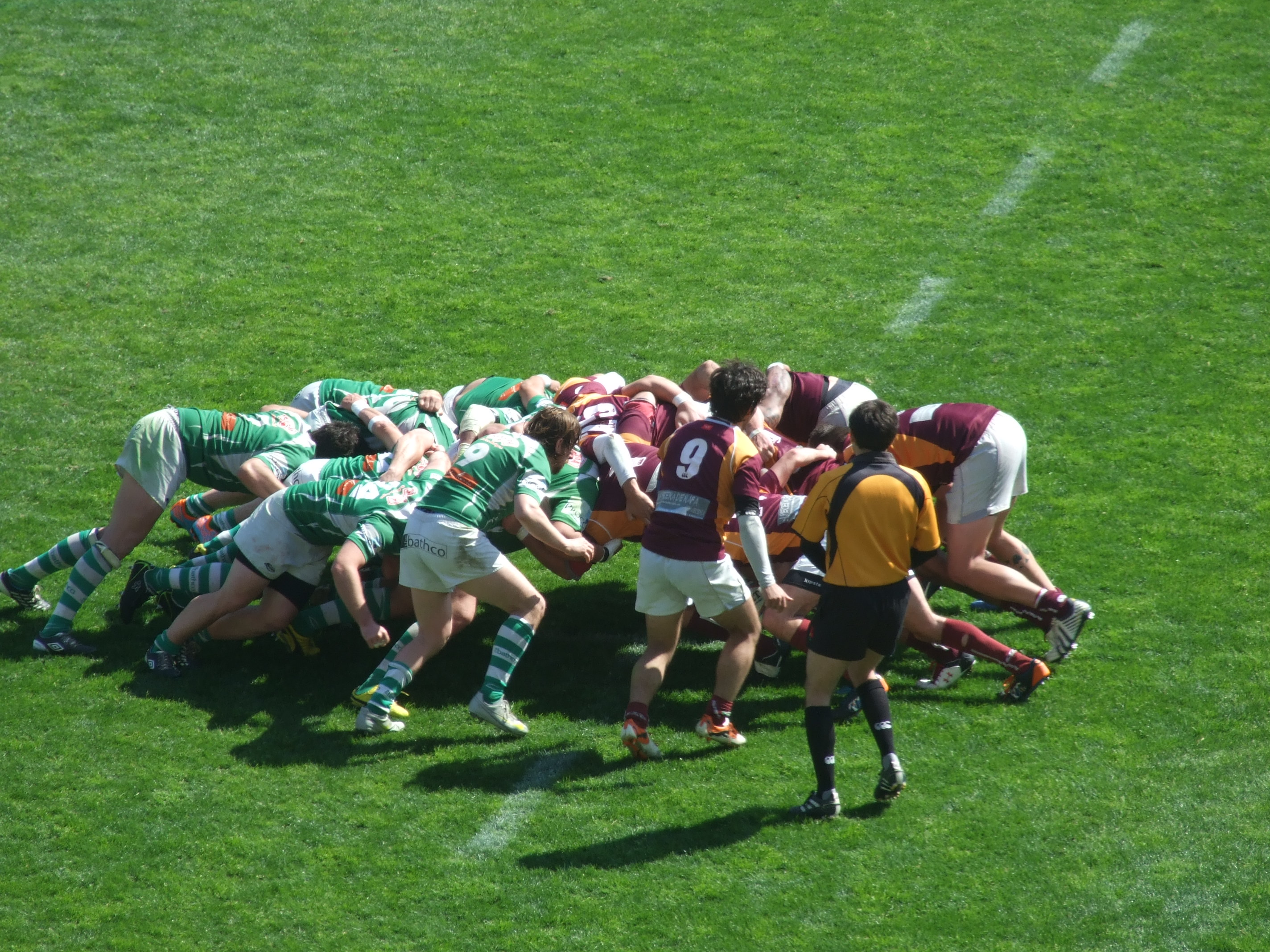
Encuentro de rugby entre el Independiente Bathco y el Alcobendas por ascenso a División de Honor (mayo de 2013)

El rugby, ya presente en Cantabria en los años 30 de la mano del Instituto de Cultura Física de Cantabria y de la Universidad Internacional, es un deporte que no está muy extendido en la región. El club más importante de Cantabria es el Independiente Rugby Club de Santander, que disputa la División de Honor, máxima categoría del rugby en España, junto al Bathco.
Otros ocho equipos han militado en categoría nacional, seis de ellos en Primera División (Torres Quevedo, Cantabria, Independiente B, Estudiantes, Flandes y Universitario, todos de Santander) y dos en Segunda División (Reinosa RC y SD Torrelavega). Actualmente se están haciendo esfuerzos para implantar este deporte a nivel de deporte base.

### Voleibol

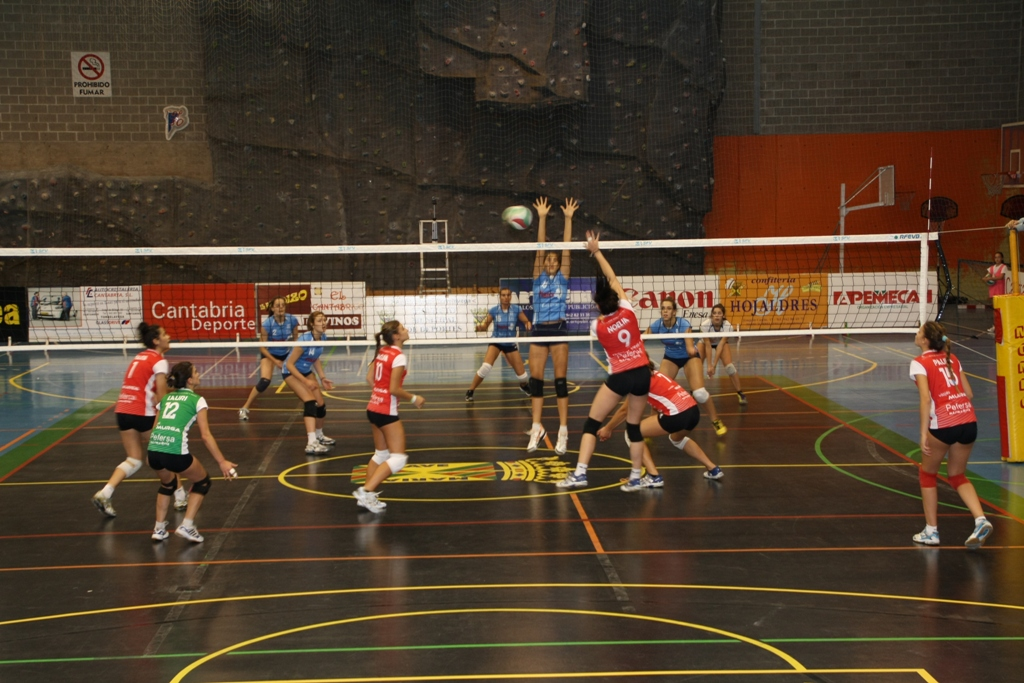
Partido de voleibol entre el Club Voleibol Torrelavega (primer plano) y el Club Voleibol Zalaeta en el Polideportivo La Habana Vieja de Torrelavega.

En categoría masculina el máximo exponente del voleibol cántabro actual es el Textil Santanderina, fundado en 1975 en Cabezón de la Sal. Anteriormente el equipo ha estado en la Superliga de voleibol aunque actualmente ocupa la zona alta en la Liga FEV (Grupo A), el equivalente a la 2.ª división Nacional, con el nombre de La Ermita Textil Santanderina. El equipo del Instituto José María de Pereda de Santander también militó en la máxima categoría durante las temporadas 1977-78, 1978-79 (como Pereda - Racing de Santander) y 1979-80.
En el voleibol femenino, el equipo más destacado de la región es el C.V. Torrelavega. Torrelavega siempre ha estado muy unido a este deporte y prueba de ello es la presencia del equipo en la Superliga de voleibol desde sus comienzos en la temporada 89/90. El equipo continuó en la 1.ª división Nacional durante varios años, denominándose en los comienzos C.V. Froxa Torrelavega para después llamarse en la temporada 92/93, C.V. Caja Cantabria. El mejor resultado del equipo fue el 5.º puesto obtenido en la temporada 94/95, logrando también ese año el subcampeonato de Copa. La temporada 1998/99 descendió de categoría y en la temporada 2007-08, tuvo la opción de subir tras terminar en segundo lugar en la Superliga 2, pero renunció en favor de un equipo de Las Palmas, lo que ya había sucedido la temporada 1999-2000. En el año 2009/10 volvió a conseguir el ascenso a la máxima categoría tras adjudicarse el primer puesto. Asimismo destacar el campeonato de Liga y los dos títulos de la Copa de la Reina ganados por el C.D. Sniace Torrelavega en las temporadas 79 y 80, y que le permitieron acceder a competición europea la siguiente temporada. Además el club de voleibol Saunier Duval - López Pablo de Santander también llegó a alcanzar la máxima categoría femenina, en la que militó la temporada 1988-89.

### Hockey hierba
Principalmente en Cantabria se desarrolla el Hockey hierba por encima de otras especialidades de hockey y esto es debido al buen hacer de los equipos cántabros. Cabe destacar a la Real Sociedad de Tenis de La Magdalena y al Caja Cantabria Sardinero. Los dos militan en la temporada 2006/07 en la División de Honor Masculina - B, la segunda división nacional. La siguiente temporada (2007/08) el equipo de la Real Sociedad de Tenis de La Magdalena jugará nuevamente en la máxima categoría del Hockey Hierba nacional al obtener el liderato de la liga y el ascenso directo.
En cuanto a la categoría femenina a destacar el Caja Cantabria Sardinero que ocupa las primeras posiciones de la Primera división Femenina (2.ª división).

### Triatlón
Este deporte que se compone de natación, ciclismo y carrera a pie se crea a finales de los años 70 en California y es a partir de esa fecha cuando se va extendiendo por todo el mundo hasta la primera referencia de triatlón en España que data de 1963. Y es precisamente en Cantabria, más exactamente en Castro Urdiales llamándose la prueba Ciclo-Nata-Cross. A partir de ese momento Cantabria ha sido muy prolífica en cuanto a triatletas siendo un referente constante en todas las competiciones, destacan por ejemplo Félix Javier Martínez que ha sido repetidas veces campeón de España de duatlón y triatlón o Inmaculada Pereiro campeona de España en varias ocasiones de duatlón, triatlón y triatlón de invierno.
Otra competición pionera en el triatlón nacional es el Triatlón Blanco de Reinosa, que en el año 2007 cumplió su XXI edición. Desde 1987 se viene celebrando esta prueba que es la más antigua del calendario nacional y que se compone de atletismo, ciclismo y esquí de fondo.

### Tiro con arco
Este deporte minoritario está representado en Cantabria a través de la Federación Cántabra de Tiro con Arco, ésta tiene inscritos siete clubes que participan tanto en competiciones regionales como nacionales: Club Arco Santander,, Club Arqueros de Suances, Club Arqueros Cántabros, Club de Arqueros de Castro, Club Arqueros El Pendo, Club el Trastolillu y Club Arqueros del Norte

### Natación
Todos los veranos en Cantabria se celebra el Circuito cántabro de travesías a nado, de gran importancia nacional, y que en 2008 cumple su V edición.
Cabe destacar la presencia anual de David Meca en la 5.ª prueba del circuito, el Descenso del Río Pas, en cuya prueba ha ganado siempre que ha participado.

### Esquí

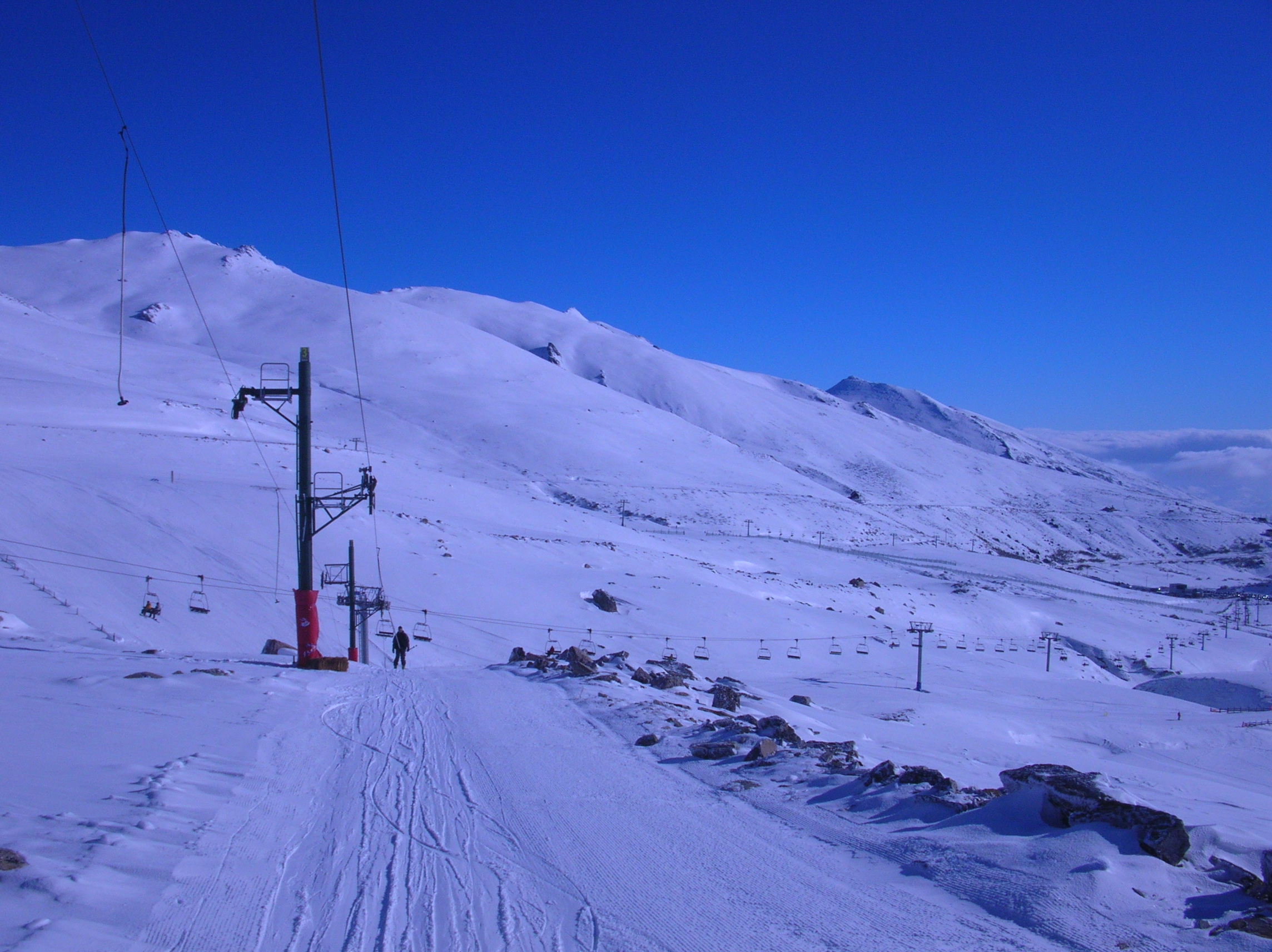
Estación de montaña de Alto Campoo.

Este deporte está representado en la región a través de la única estación de esquí de Cantabria, la estación de Alto Campoo, dotada de unas instalaciones modernas e ubicada entre los picos Cuchillón y Tres Mares.

### Deportes de lucha
Son muchos los representantes, en esta región, de las diferentes clases de deportes de lucha, pero entre todos ellos cabe destacar a Abraham Roqueñi y Daniel Rasilla. Ellos son actualmente los máximos exponentes de este deporte en Cantabria y en España ya que los dos son Campeones del Mundo. Abraham es Campeón del Mundo de tres especialidades diferentes y Daniel es Campeón del Mundo de Full Contact además de Campeón de España de boxeo.

### Tenis
Hablar del tenis en Cantabria, es hablar de la Real Sociedad de Tenis de La Magdalena, que el año 2006 cumplió su primer Centenario. Para su celebración, entre otros eventos, organizó en la Pista Central construida al efecto en la península de la Magdalena, el Campeonato de España de Tenis en sus categorías masculina y femenina (récord de participación en una prueba de estas características en España),así como la eliminatoria por la permanencia de Copa Davis, en la que la selección española se impuso a su homónima de italiana. Otros eventos deportivos de tenis organizados por el Club fueron, la organización en el mismo escenario, de la semifinal de Copa Davis del año 2000 (contra EE. UU.) que a posteriori nos permitiría ganar a Australia en Barcelona y hacernos con la preciada ensaladera y de la eliminatoria de Fed Cup (Copa Davis Femenina) celebrada en el Club en 1995, entre España y Alemania.

### Surf

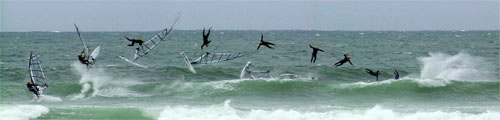
Windsurf en Santander.

- Playa de Liencres
- Playa de Somo
- Playa de Berria

### Hípica
Santander cuenta con uno de los concursos más importantes de España conocido también a nivel internacional en lo que a hípica se refiere, se trata del Concurso de Saltos de Santander. Además se celebra todos los veranos el Derby de Loredo, en Ribamontán al Mar.
También cuenta varios jinetes destacados y centros hípicos como pueden ser:
- Centro Hípico El Bocal
- Centro Ecuestre La Gerencia
- Centro Hípico Rostrío
- Escuela Equus Jaime Suárez
- Bisontes Polo Club

### Espeleología

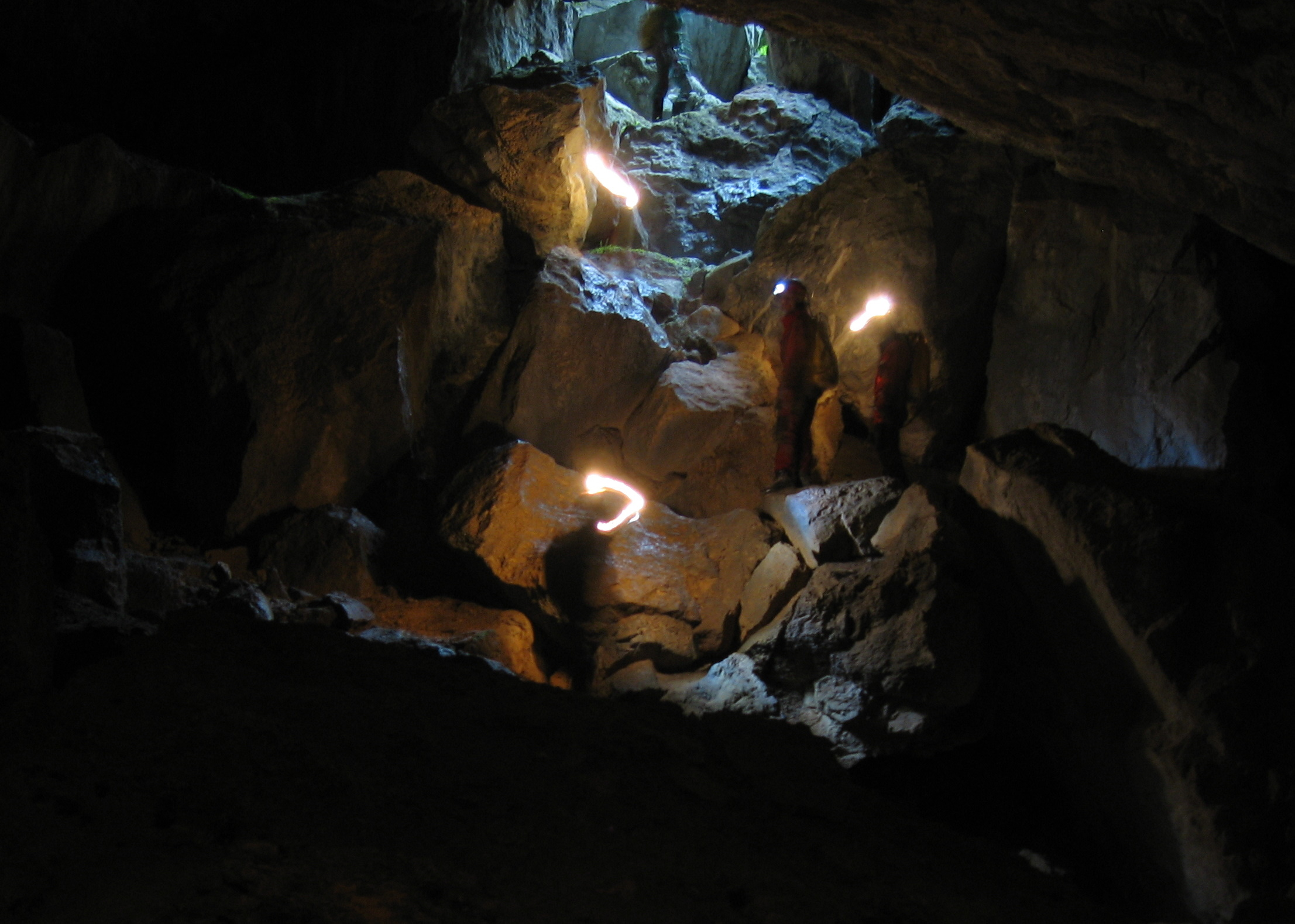
Caos de bloques a la salida de la cueva del Agua, en el municipio de Arredondo.

Cantabria puede considerarse uno de los lugares en España, en que se introdujo más tempranamente el término espeleología en su sentido etimológico acuñado en Francia, como ciencia dedicada al estudio de las cuevas y su contenido, antes de que se desarrollaran las especializaciones. Tras las primeras investigaciones en las cuevas a finales del siglo XIX, entre las que debe destacarse el estudio de la cueva de la Mora (Lebeña), al mismo tiempo que se planteaba el debate de la antigüedad de las pinturas de la cueva de Altamira, fue el naturalista Jesús Carballo García el introductor del término "espeleología", canalizando la creación en Santander de la Sección de Espeleología de la Real Sociedad Española de Historia Natural, que fue instada por Bolívar en una reunión de la Sociedad realizada en Madrid el año 1909.
La región cántabra tiene grandes potenciales para la práctica de esta actividad, tanto en su faceta científica (la cornisa cantábrica conservó condiciones excepcionales para la vida a lo largo de las oscilaciones climáticas cuaternarias), como de espeleo-turismo. Varias cavidades de mayor desarrollo de la península ibérica se encuentran en Cantabria: Sistema del Mortillano, que alcanzó los 114 km de longitud y 950 metros de profundidad en 2009 convirtiéndose en el sistema más largo de la Península y el decimoquinto en el mundo; Sistema de la Gándara de 100 km y el Alto del Tejuelo de 90 km, en exploración ambas. La Sima 56, en el macizo de Picos de Europa, tiene una profundidad de 1169 m.
El colectivo espeleológico, habida cuenta la presión humana incontrolada que las cavidades y su patrimonio venían sufriendo en las últimas décadas, propuso la creación de focos turísticos que descongestionaran las cuevas más publicitadas. Como resultado, en los inicios del siglo XXI el Gobierno de Cantabria, realizó un esfuerzo para poner en valor turístico algunas de las cavidades bajo su administración, como la cueva de El Soplao, que discurre bajo los municipios de Valdáliga y Rionansa, y Cullalvera, en Ramales de la Victoria.

### Béisbol
El béisbol en Cantabria ha sido y es un deporte minoritario que tuvo sus mejores momentos en los años 70 y 80.
El primer partido de béisbol de Cantabria se disputó en el hipódromo de La Albericia el 28 de septiembre de 1902 entre los equipos Montañés y Cantabria, pertenecientes ambos al Base-ball Club of Santander, sociedad fundada en febrero de ese año. En los años 70 resurge este deporte, creándose la Federación Cántabra de Béisbol en 1970. Entre 1976 y 1982 la Federación organizó el campeonato regional, logrando cuatro ligas el club Jotatresa de Santander (1979, 1980, 1981 y 1982) y tres ligas el Caballo Blanco, también de Santander (1976, 1977 y 1978) en la categoría sénior. En sóftbol el Caballo Blanco logró la victoria en las cuatro ediciones de la liga disputadas (1980, 1981, 1982 y 1983). La desaparición paulatina de los clubes cántabros supuso el final de la liga así como la disolución de la propia Federación en 1988.
En la actualidad este deporte está siendo reintroducido en Cantabria a través de los colegios. Hay cinco equipos inscritos en el Gobierno de Cantabria (Jotatresa-Salgar, Los Latinos, Tasa, Trápani y Urogallos). Los campos donde se ha desarrollado la práctica del béisbol en esta segunda etapa han sido los del Complejo de Deportes de La Albericia primero y el campo de fútbol de Nueva Montaña después, aunque se espera contar con un campo específico en Rostrío.
En 2011 se jugó el campeonato infantil entre los dos clubes inscritos en la Real Federación Española de Béisbol y Sófbol, venciendo el Jotatresa a la sección de béisbol del Calasanz, ambos de Santander. El 17 de abril de 2012 quedó constituida la nueva Federación Cántabra de Béisbol y Sófbol.

### Bádminton

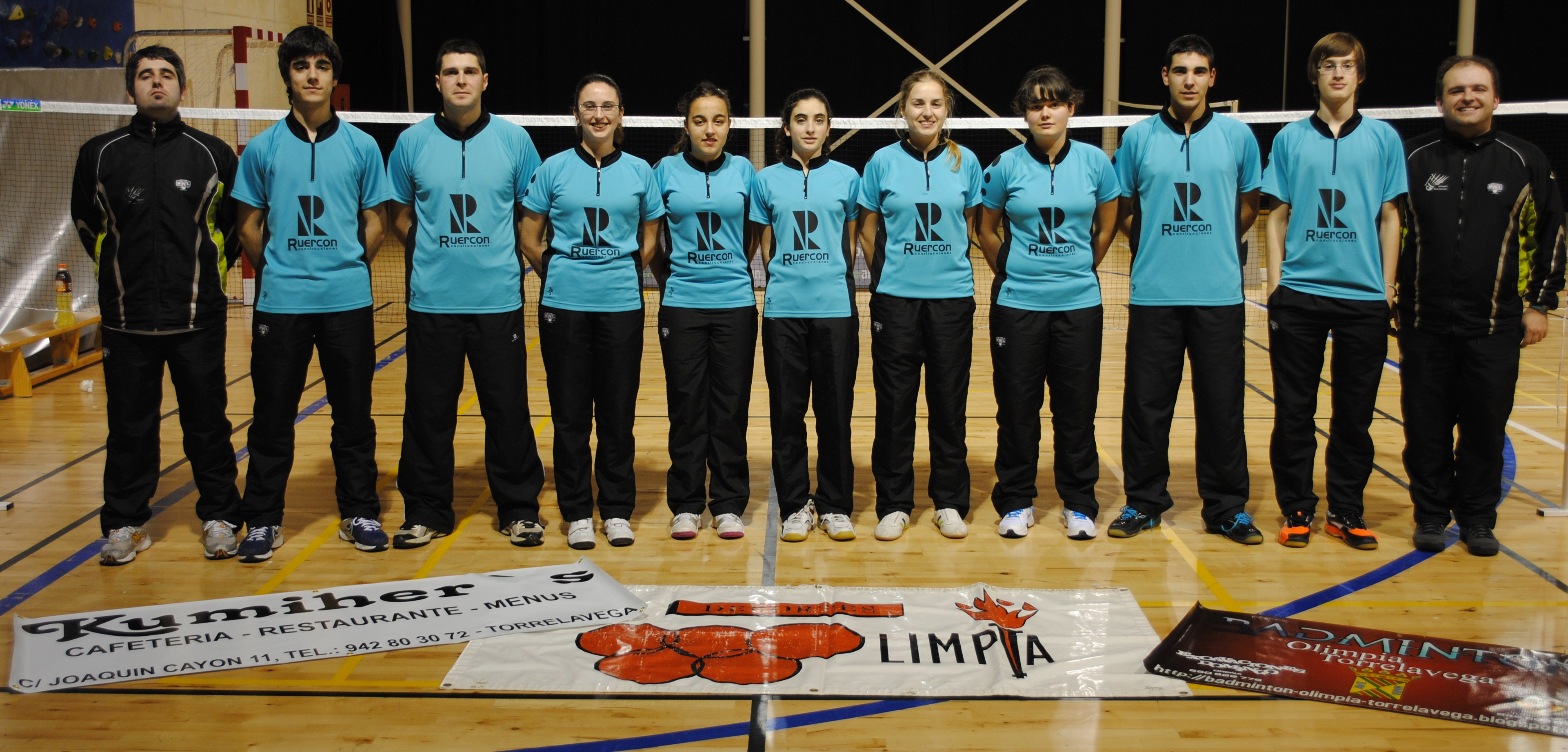
Jugadores y técnicos del Bádminton Olimpia Torrelavega Ruercon

Se viene practicando en la región desde los años 80, aunque la Federación Cántabra de Bádminton no se constituyó hasta 1990. Es practicado dentro de las unidades didácticas de Educación Física de la mayoría de los centros educativos de la región, contando también con competiciones a nivel federado. Los principales clubes de la región son el Universidad de Cantabria (Santander), Bádminton Olimpia Torrelavega-Ruercon, Bádminton Bezana y Bádminton Solares.

### Deportes aeronáuticos
En Cantabria se practican diferentes deportes aeronáuticos, englobados dentro de la Federación de Deportes Aéreos de Cantabria y practicados por los diferentes clubes de la región. El Real Aero Club de Santander, con base en el Aeropuerto de Santander, está dedicado a la práctica de vuelo con motor, organizando anualmente la Copa Montañesa de Aviación. En aeromodelismo se puede citar al Club Aeromodelismo Campoo, con sede en el Aeródromo de Matamorosa (Campoo de Enmedio). Otros deportes englobados en esta federación son ala delta, paracaidismo, parapente, y ultraligeros.
Instalaciones:
- Aeropuerto de Santander (Camargo).
- Aeródromo de Cóbreces (Alfoz de Lloredo).
- Aeródromo de Matamorosa (Campoo de Enmedio).
- Aeródromo de Ontaneda (Corvera de Toranzo).

## Instalaciones

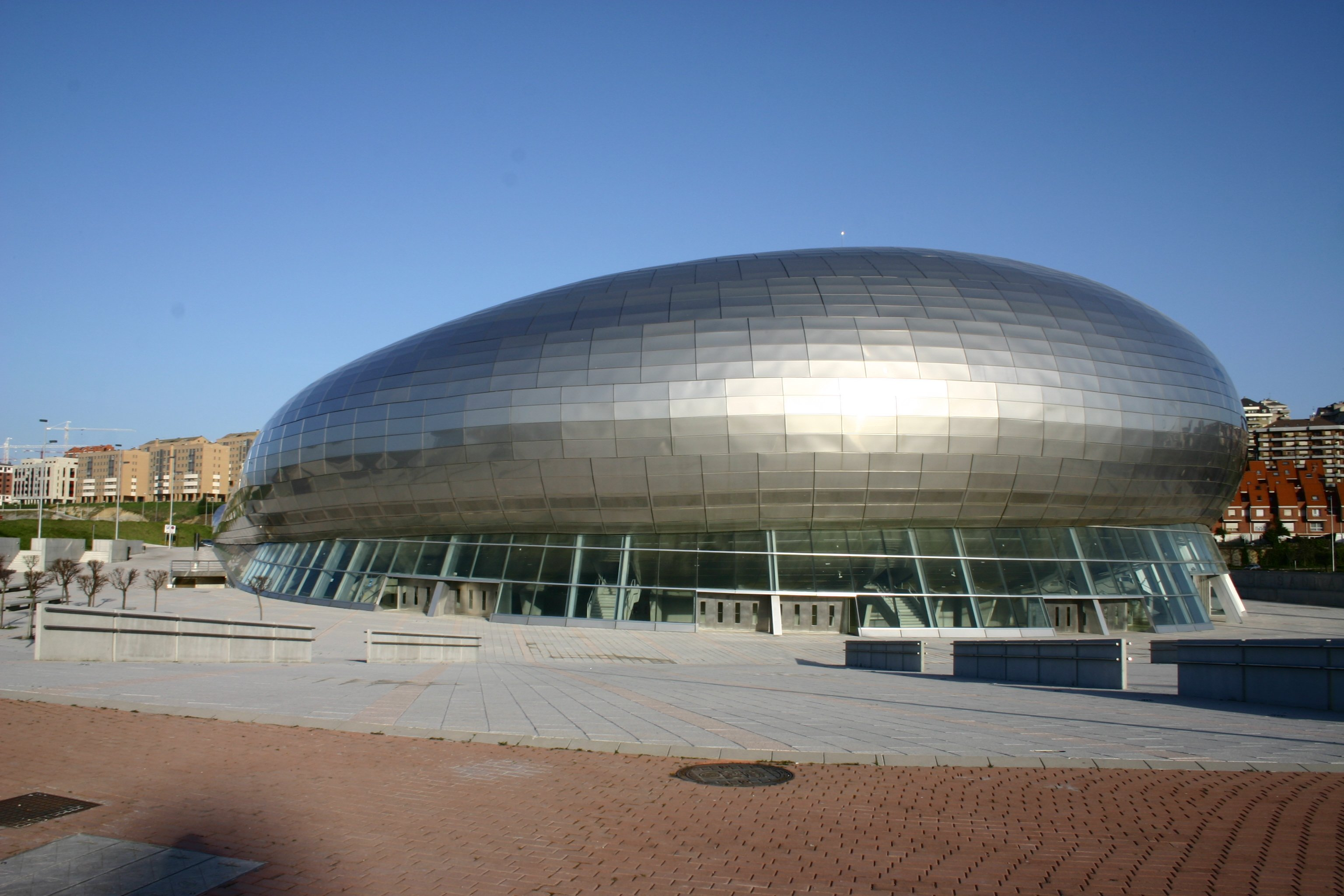
Palacio de Deportes de Santander.

- Campos de Sport de El Sardinero, Santander.
- Palacio de Deportes de Santander, Santander.
- Complejo deportivo de La Albericia, Santander.
- Pabellón Vicente Trueba, Torrelavega.
- Pabellón Municipal La Habana Vieja, Torrelavega.
- Pabellón Peru Zaballa, Castro-Urdiales.
- C.A.R. de Vela "Príncipe Felipe", Santander.
- Estación de esquí Alto Campoo, Hermandad de Campoo de Suso.
- Real Sociedad de Tenis de La Magdalena, Santander.
- Bolera Cubierta Municipal Mateo Grijuela, Santander.
- Frontón Cubierto del Complejo Municipal de Deportes de Santander.
- Zona de Deportes Autóctonos del Complejo Municipal de Deportes de Santander.

### Campos de golf
- Parayas, Camargo.
- Nestares, Campoo de Enmedio.
- Rovacías, Comillas.
- La Junquera, Marina de Cudeyo.
- Pedreña, Real Golf de Pedreña, Marina de Cudeyo.
- "Ramón Sota", Marina de Cudeyo.
- Abra del Pas, Miengo.
- San Marina, San Vicente de la Barquera.
- Oyambre, Valdáliga.
- Mataleñas, Santander.

## Olimpismo
A lo largo de la historia de los Juegos Olímpicos, 20 medallistas cántabros han conseguido un total de 23 metales (6 de ellos, oros). Además de la tabla que se muestra a continuación cabe destacar la presencia de Victoriano Sánchez Arminio como árbitro de fútbol en Los Ángeles 1984 y las medallas de oro de Vicente Miera y Chani Galán como técnicos de fútbol y hockey hierba, respectivamente, en Barcelona 1992. También es reseñable la actuación de Talant Dujshebaev como cántabro de adopción que ha sido componente de la selección española de balonmano en tres Juegos Olímpicos, adjudicándose el bronce en Atlanta 1996 y Sídney 2000.

### Deportistas en los Juegos Olímpicos

#### Juegos Olímpicos de Verano
| Año  | Sede           | Nombre                        | Especialidad                                                    | Puesto                                                |
| 1924 | París          | José María Larrabeiti         | Atletismo (100 m, 200 m, 4 x 100 m)                             | Eliminado en 1.ª ronda                                |
| 1924 | París          | Fabián Velasco                | Atletismo (3000 m equipos, campo a través individual y equipos) | Eliminado en 1.ª ronda, 13.º y equipo no finalizó     |
| 1928 | Ámsterdam      | Julio García                  | Equitación (saltos por equipos e individual)                    | ORO y 12.º                                            |
| 1928 | Ámsterdam      | Luis Arana                    | Vela (6 metros)                                                 | 13.°                                                  |
| 1948 | Londres        | José Manuel Andoin            | Tiro (rifle en pos. tendida 50 m)                               | 64.º                                                  |
| 1960 | Roma           | José Alberto Ocejo            | Vela (star)                                                     | 22.º                                                  |
| 1960 | Roma           | Ventura Díaz                  | Ciclismo (en línea)                                             | Retirado                                              |
| 1960 | Roma           | Ángel Cuetos                  | Lucha grecorromana (peso wélter)                                | 20.º                                                  |
| 1960 | Roma           | José Manuel Andoin            | Tiro (rifle 3 posiciones 50 m)                                  | 60.º                                                  |
| 1964 | Tokio          | José Manuel Andoin            | Tiro (rifle en pos. tendida 50 m)                               | No intervino                                          |
| 1968 | México         | José Antonio González Linares | Ciclismo (contrarreloj por equipos)                             | 12.º                                                  |
| 1968 | México         | Miguel Solano                 | Remo (2 con timonel)                                            | Retirado                                              |
| 1972 | Múnich         | Rafael Velilla                | Balonmano                                                       | 15.º (suplente)                                       |
| 1976 | Montreal       | Jan Abascal                   | Vela (F. D.)                                                    | 7.º                                                   |
| 1976 | Montreal       | Juan Pellón                   | Hockey hierba                                                   | 6.º                                                   |
| 1976 | Montreal       | Pedro Camus                   | Fútbol                                                          | 9.º                                                   |
| 1976 | Montreal       | Toño Gorostegui               | Vela (470)                                                      | PLATA                                                 |
| 1976 | Montreal       | José Francisco García de Soto | Vela                                                            | No intervino (suplente en todas las clases)           |
| 1980 | Moscú          | José Manuel Abascal           | Atletismo (1500 m)                                              | Eliminado                                             |
| 1980 | Moscú          | Juan Pellón                   | Hockey hierba                                                   | PLATA                                                 |
| 1980 | Moscú          | Marcos Alonso                 | Fútbol                                                          | 9.º                                                   |
| 1980 | Moscú          | Jan Abascal                   | Vela (F. D.)                                                    | ORO                                                   |
| 1980 | Moscú          | Toño Gorostegui               | Vela (star)                                                     | 7.º                                                   |
| 1980 | Moscú          | Juan Francisco Muñoz Melo     | Balonmano                                                       | 5.º                                                   |
| 1980 | Moscú          | Ignacio Sanz Paz              | Judo                                                            | 5.º                                                   |
| 1984 | Los Ángeles    | José Manuel Abascal           | Atletismo (1500 m)                                              | BRONCE                                                |
| 1984 | Los Ángeles    | Juan Francisco Muñoz Melo     | Balonmano                                                       | 8.º                                                   |
| 1984 | Los Ángeles    | Julián Ruiz                   | Balonmano                                                       | 8.º                                                   |
| 1984 | Los Ángeles    | Toño Gorostegui               | Vela (star)                                                     | 7.º                                                   |
| 1984 | Los Ángeles    | Jan Abascal                   | Vela (F. D.)                                                    | 11.º                                                  |
| 1984 | Los Ángeles    | Julio Gómez                   | Boxeo                                                           | 17.º                                                  |
| 1984 | Los Ángeles    | Ignacio Sanz Paz              | Judo                                                            | 20.º                                                  |
| 1988 | Seúl           | Toño Gorostegui               | Vela                                                            | 17.º                                                  |
| 1988 | Seúl           | Luis López-Alonso             | Vela                                                            | 20.º                                                  |
| 1988 | Seúl           | José Francisco García de Soto | Vela                                                            | 20.º                                                  |
| 1988 | Seúl           | Javier Martínez               | Boxeo                                                           | 9.º                                                   |
| 1988 | Seúl           | Tomás Ruiz                    | Boxeo                                                           | 32.º                                                  |
| 1988 | Seúl           | José Antonio Iglesias         | Hockey hierba                                                   | 9.º                                                   |
| 1988 | Seúl           | Tomás de Teresa               | Atletismo (800 m)                                               | Eliminado en cuartos de final                         |
| 1988 | Seúl           | Salva Gómez                   | Waterpolo                                                       | 6.º                                                   |
| 1988 | Seúl           | Julián Ruiz                   | Balonmano                                                       | 9.º                                                   |
| 1988 | Seúl           | Juan Francisco Muñoz Melo     | Balonmano                                                       | 9.º                                                   |
| 1992 | Barcelona      | José Emilio Amavisca          | Fútbol                                                          | ORO                                                   |
| 1992 | Barcelona      | Salva Gómez                   | Waterpolo                                                       | PLATA                                                 |
| 1992 | Barcelona      | Julián Ruiz                   | Balonmano                                                       | 5.ª                                                   |
| 1992 | Barcelona      | Alberto Urdiales              | Balonmano                                                       | 5.ª                                                   |
| 1992 | Barcelona      | Juan Francisco Muñoz Melo     | Balonmano                                                       | 5.ª                                                   |
| 1992 | Barcelona      | Tomás de Teresa               | Atletismo (800 m)                                               | Eliminado en semifinales                              |
| 1992 | Barcelona      | Julián Sotelo                 | Atletismo (lanzamiento de jabalina)                             | 20.º                                                  |
| 1992 | Barcelona      | Jaime Piris                   | Vela                                                            | 10.º                                                  |
| 1992 | Barcelona      | Belén Cuevas                  | Ciclismo (en línea)                                             | 35.ª                                                  |
| 1992 | Barcelona      | José Antonio Iglesias         | Hockey hierba                                                   | 5.º                                                   |
| 1992 | Barcelona      | Juan Jesús Trapero            | Atletismo (100 m y 4 x 100 m)                                   | Eliminado en primera ronda y eliminado en semifinales |
| 1996 | Atlanta        | Salva Gómez                   | Waterpolo                                                       | ORO                                                   |
| 1996 | Atlanta        | Óscar Barrena                 | Hockey hierba                                                   | PLATA                                                 |
| 1996 | Atlanta        | Antonio González              | Hockey hierba                                                   | PLATA                                                 |
| 1996 | Atlanta        | Chechu Fernández              | Balonmano                                                       | BRONCE                                                |
| 1996 | Atlanta        | Alberto Urdiales              | Balonmano                                                       | BRONCE                                                |
| 1996 | Atlanta        | Elena Carrión                 | Hockey hierba                                                   | 8.ª                                                   |
| 1996 | Atlanta        | Agustín Calderón              | Piragüismo (K1 1000 m)                                          | 5.º                                                   |
| 1996 | Atlanta        | Iván de la Peña               | Fútbol                                                          | 6.º                                                   |
| 1996 | Atlanta        | Marino Alonso                 | Ciclismo (en línea)                                             | 101.º                                                 |
| 2000 | Sídney         | Santiago López-Vázquez        | Vela                                                            | 4.º                                                   |
| 2000 | Sídney         | Javier de la Plaza            | Vela                                                            | 4.º                                                   |
| 2000 | Sídney         | Ismael Ruiz Salmón            | Fútbol                                                          | PLATA                                                 |
| 2000 | Sídney         | Alberto Urdiales              | Balonmano                                                       | BRONCE                                                |
| 2000 | Sídney         | Merche Cagigas                | Ciclismo (en línea)                                             | 48.º                                                  |
| 2000 | Sídney         | Óscar Freire                  | Ciclismo (en línea)                                             | 16.º                                                  |
| 2000 | Sídney         | Bernardino Herrera            | Hockey hierba                                                   | 9.º                                                   |
| 2000 | Sídney         | Elena Carrión                 | Hockey hierba                                                   | 4.ª                                                   |
| 2000 | Sídney         | Amanda González               | Hockey hierba                                                   | 4.ª                                                   |
| 2000 | Sídney         | Salva Gómez                   | Waterpolo                                                       | 4.º                                                   |
| 2004 | Atenas         | Fernando Echávarri            | Vela (tornado)                                                  | 8.º                                                   |
| 2004 | Atenas         | Pablo Arrarte                 | Vela (star)                                                     | 10.º                                                  |
| 2004 | Atenas         | Ruth Beitia                   | Atletismo (salto de altura)                                     | 16.ª                                                  |
| 2004 | Atenas         | Óscar Freire                  | Ciclismo (en línea)                                             | Retirado                                              |
| 2004 | Atenas         | Iris Fuentes-Pila             | Atletismo (1500 m)                                              | 18.ª                                                  |
| 2004 | Atenas         | Salva Gómez                   | Waterpolo                                                       | 6.º                                                   |
| 2004 | Atenas         | Iván Gutiérrez                | Ciclismo (en línea y contrarreloj)                              | Retirado y 16.º                                       |
| 2004 | Atenas         | Bernardino Herrera            | Hockey hierba                                                   | 4.º                                                   |
| 2008 | Pekín          | Fernando Echávarri            | Vela (tornado)                                                  | ORO                                                   |
| 2008 | Pekín          | Óscar Freire                  | Ciclismo (en línea)                                             | Retirado                                              |
| 2008 | Pekín          | Zulema Fuentes-Pila           | Atletismo (3000 obs.)                                           | 12.ª                                                  |
| 2008 | Pekín          | Iris Fuentes-Pila             | Atletismo (1500 m)                                              | 8.ª                                                   |
| 2008 | Pekín          | Ruth Beitia                   | Atletismo (salto de altura)                                     | 7.ª                                                   |
| 2008 | Pekín          | Laura Nicholls                | Baloncesto                                                      | 5.ª                                                   |
| 2012 | Londres        | Fran Ventoso                  | Ciclismo (en línea)                                             | 31.º                                                  |
| 2012 | Londres        | Verónica Cuadrado             | Balonmano                                                       | BRONCE                                                |
| 2012 | Londres        | Beatriz Fernández             | Balonmano                                                       | BRONCE                                                |
| 2012 | Londres        | Fernando San Emeterio         | Baloncesto                                                      | PLATA                                                 |
| 2012 | Londres        | Ruth Beitia                   | Atletismo (Altura)                                              | 4.ª                                                   |
| 2012 | Londres        | Berta Betanzos                | Vela                                                            | 10.ª                                                  |
| 2012 | Londres        | Sergio Mantecón               | Ciclismo (mountain bike)                                        | 22.º                                                  |
| 2016 | Río de Janeiro | Berta Betanzos                | Vela (49er FX)                                                  | 4.ª                                                   |
| 2016 | Río de Janeiro | Ruth Beitia                   | Atletismo (Salto de altura)                                     | ORO                                                   |
| 2016 | Río de Janeiro | Diego Botín                   | Vela (49er)                                                     | 9.º                                                   |
| 2016 | Río de Janeiro | Fernando Echávarri            | Vela (nacra 17)                                                 | 11.º                                                  |
| 2016 | Río de Janeiro | Laura Nicholls                | Baloncesto                                                      | PLATA                                                 |
| 2016 | Río de Janeiro | Bea Pérez                     | Hockey hierba                                                   | 8.ª                                                   |
| 2016 | Río de Janeiro | Mario Garín                   | Hockey hierba                                                   | 5.º (suplente)                                        |
| 2016 | Río de Janeiro | Carlos Tobalina               | Atletismo (lanzamiento de peso)                                 | 17.º                                                  |
| 2020 | Tokio          | Diego Botín                   | Vela (49er)                                                     | 4.º                                                   |
| 2020 | Tokio          | Bea Pérez                     | Hockey hierba                                                   | 7.ª                                                   |
| 2020 | Tokio          | Álex Alonso                   | Hockey hierba                                                   | 8.º                                                   |
| 2020 | Tokio          | Mario Garín                   | Hockey hierba                                                   | 8.º (suplente)                                        |
| 2020 | Tokio          | Virginia Díaz                 | Remo                                                            | 6.ª                                                   |
| 2020 | Tokio          | Ángel Fernández               | Balonmano                                                       | PLATA                                                 |
| 2020 | Tokio          | Alex Dujshebaev               | Balonmano                                                       | PLATA                                                 |
| 2020 | Tokio          | Jimena Pérez                  | Natación (800 m estilo libre y 1500 m estilo libre)             | 21.ª y 18.ª                                           |
| 2024 | París          | Diego Botín                   | Vela (49er)                                                     |                                                       |
| 2024 | París          | Bea Pérez                     | Hockey hierba                                                   |                                                       |
| 2024 | París          | Patricia Álvarez              | Hockey hierba                                                   |                                                       |
| 2024 | París          | Álex Alonso                   | Hockey hierba                                                   |                                                       |
| 2024 | París          | Nacho Rodríguez               | Hockey hierba                                                   |                                                       |
| 2024 | París          | Cristina Bucsa                | Tenis                                                           |                                                       |
| 2024 | París          | Mohamed Attaoui               | Atletismo (800 m)                                               |                                                       |
| 2024 | París          | Virginia Díaz                 | Remo                                                            |                                                       |
| 2024 | París          | Dani Dujshebaev               | Balonmano                                                       |                                                       |
| 2024 | París          | Alex Dujshebaev               | Balonmano                                                       |                                                       |
| 2024 | París          | Paula Ginzo                   | Baloncesto                                                      |                                                       |
| 2024 | París          | Athenea del Castillo          | Fútbol                                                          |                                                       |

Deportistas que representaron a otro país
| Año  | Sede   | Nombre         | Especialidad | País      | Puesto |
| 2000 | Sídney | David González | Balonmano    | Australia | 12.º   |

Deportistas nacionalizados españoles y asentados en Cantabria
| Año  | Sede    | Nombre            | Especialidad | Puesto |
| 1996 | Atlanta | Talant Dujshebaev | Balonmano    | BRONCE |
| 2000 | Sídney  | Talant Dujshebaev | Balonmano    | BRONCE |
| 2004 | Atenas  | Talant Dujshebaev | Balonmano    | 7.º    |

#### Juegos Olímpicos de Invierno
| Año  | Sede           | Nombre                      | Especialidad                                         | Puesto                          |
| 1992 | Albertville    | Juan Jesús Gutiérrez Cuevas | Esquí (10 km, 50 km, 10/15 km persecución y 4x10 km) | 39.º, 19.º, 37.º y 14.º         |
| 1994 | Lillehammer    | Juan Jesús Gutiérrez Cuevas | Esquí (10 km, 30 km 50 km y 10/15 km persecución)    | 47.º, 30.º, 19.º y 28.º         |
| 1998 | Nagano         | Juan Jesús Gutiérrez Cuevas | Esquí (10 km, 50 km, 10/15 km persecución y 4x10 km) | 33.º, retirado, retirado y 19.º |
| 2002 | Salt Lake City | Juan Jesús Gutiérrez Cuevas | Esquí (30 km, 50 km y 10/10 km persecución)          | 17.º, 20.º y 37.º               |
| 2006 | Turín          | Juan Jesús Gutiérrez Cuevas | Esquí (50 km)                                        | 22.º                            |
| 2010 | Vancouver      | Javier Gutiérrez Cuevas     | Esquí (15 km, 50 km y 30 km skiathlon)               | 69.º, retirado y 40.º           |
| 2014 | Sochi          | Javier Gutiérrez Cuevas     | Esquí (15 km, 50 km y skiathlon)                     | 63.º, 47.º y 58.º               |
| 2014 | Sochi          | Laro Herrero                | Snowboard (campo a través)                           | 33.º                            |
| 2018 | Pieonchang     | Laro Herrero                | Snowboard (campo a través)                           | 38.º                            |

### Relación de medallistas
| Deportista            | JJ. OO.             | Deporte       | Medalla |
| Julio García          | Ámsterdam 1928      | Equitación    | Oro     |
| Toño Gorostegui       | Montreal 1976       | Vela          | Plata   |
| Jan Abascal           | Moscú 1980          | Vela          | Oro     |
| Juan Pellón           | Moscú 1980          | Hockey hierba | Plata   |
| José Manuel Abascal   | Los Ángeles 1984    | Atletismo     | Bronce  |
| José Emilio Amavisca  | Barcelona 1992      | Fútbol        | Oro     |
| Salva Gómez           | Barcelona 1992      | Waterpolo     | Plata   |
| Salva Gómez           | Atlanta 1996        | Waterpolo     | Oro     |
| Óscar Barrena         | Atlanta 1996        | Hockey hierba | Plata   |
| Antonio González      | Atlanta 1996        | Hockey hierba | Plata   |
| Chechu Fernández      | Atlanta 1996        | Balonmano     | Bronce  |
| Alberto Urdiales      | Atlanta 1996        | Balonmano     | Bronce  |
| Ismael Ruiz Salmón    | Sídney 2000         | Fútbol        | Plata   |
| Alberto Urdiales      | Sídney 2000         | Balonmano     | Bronce  |
| Fernando Echávarri    | Pekín 2008          | Vela          | Oro     |
| Fernando San Emeterio | Londres 2012        | Baloncesto    | Plata   |
| Verónica Cuadrado     | Londres 2012        | Balonmano     | Bronce  |
| Beatriz Fernández     | Londres 2012        | Balonmano     | Bronce  |
| Ruth Beitia           | Londres 2012        | Atletismo     | Bronce  |
| Ruth Beitia           | Río de Janeiro 2016 | Atletismo     | Oro     |
| Laura Nicholls        | Río de Janeiro 2016 | Baloncesto    | Plata   |
| Alex Dujshebaev       | Tokio 2020          | Balonmano     | Bronce  |
| Ángel Fernández       | Tokio 2020          | Balonmano     | Bronce  |

Medallistas nacionalizados españoles con arraigo en Cantabria
| Deportista        | JJ. OO.      | Deporte   | Medalla |
| Talant Dujshebaev | Atlanta 1996 | Balonmano | Bronce  |
| Talant Dujshebaev | Sídney 2000  | Balonmano | Bronce  |